# 羽田空港再国際化

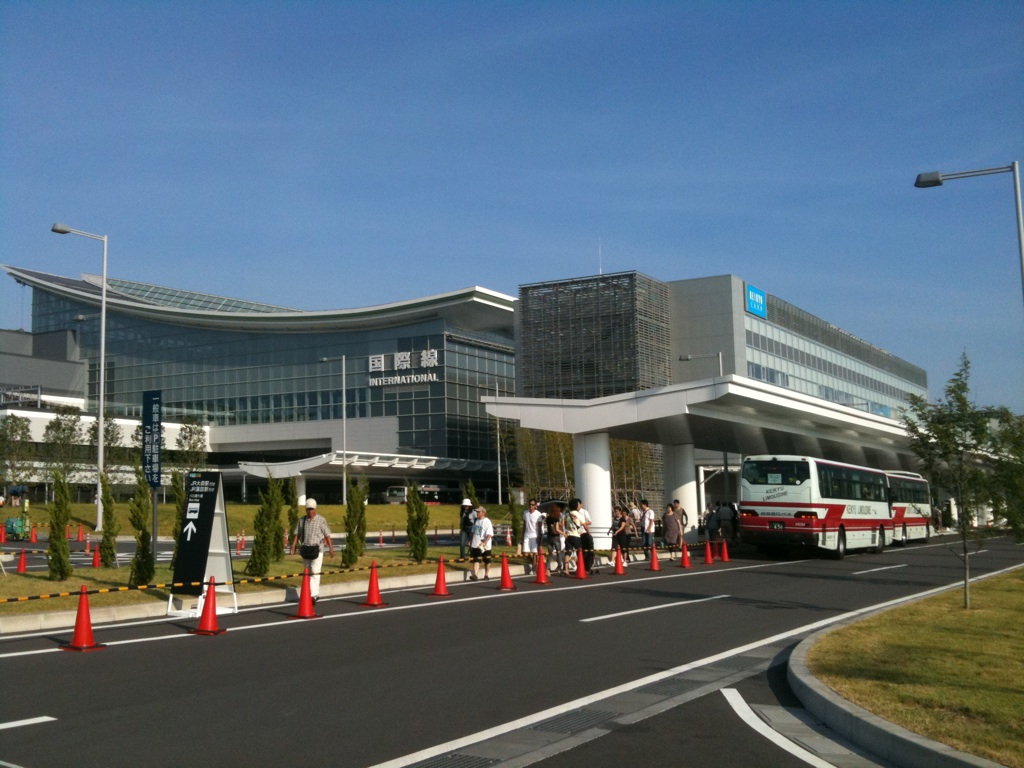
羽田空港国際線ターミナル（のちの第3ターミナル）

羽田空港再国際化（はねだくうこうさいこくさいか）とは、長年にわたり国内線専用空港として運用されてきた東京国際空港（羽田空港）が、2000年代以降（特に2010年10月以降）に再び国際化した経緯を指す。

## 概要
東京都大田区にある羽田空港はかつて日本の首都圏唯一の空港であり、国内線・国際線ともに発着していたが、高度経済成長期（1960年代）になると、1964年の海外旅行の自由化や同年の東京オリンピック開催、1969年のジャンボジェット機（ボーイング747）の登場などによって首都圏の航空需要は増加の一途をたどった。そのため、1970年頃には羽田空港の処理能力が限界に達し、同空港だけではその需要増加に対応しきれなくなると運輸省（現・国土交通省）は予測したため、飽和状態の羽田を補完する新空港が首都圏に必要となり、その結果1978年に「新東京国際空港」として現在の成田国際空港（成田空港）が激しい反対運動の中で千葉県成田市に新たに開港した。これに伴い、それまでは全てが羽田発着であった首都圏の国際線は、台湾の中華航空（チャイナエアライン）を除いて全て成田に移管され、それ以降「国内線は羽田・国際線は成田」という棲み分け（内際分離）が長年にわたって継続した。
| 都市         | 空港                             | 都心からの距離 |
| ------------ | -------------------------------- | -------------- |
| ロンドン     | ヒースロー空港                   | 24km           |
| ロンドン     | ガトウィック空港                 | 43km           |
| ロンドン     | スタンステッド空港               | 51km           |
| ニューヨーク | ジョン・F・ケネディ国際空港      | 24km           |
| ニューヨーク | ニューアーク・リバティー国際空港 | 25km           |
| ニューヨーク | ラガーディア空港                 | 15km           |
| パリ         | シャルル・ド・ゴール空港         | 25km           |
| パリ         | オルリー空港                     | 14km           |
| 東京         | 東京国際空港（羽田空港）         | 15km           |
| 東京         | 成田国際空港（成田空港）         | 66km           |
| ソウル       | 仁川国際空港                     | 50km           |
| ソウル       | 金浦国際空港                     | 17km           |

しかし、成田空港の最大の問題のひとつは「都心から遠い」ことである。上記の表Aに示すように、成田は東京都心からの距離が（羽田の15kmに対して）60kmを超え、世界の他の大都市圏における主要空港と比較しても圧倒的に遠い場所にあり、そのうえ激しい反対運動の影響で成田新幹線計画も頓挫したことなどもあり、アクセスが悪いことが問題視され続けていた。
こうした背景から、前述の「内際分離」は次第に崩壊し始めた。1998年3月20日に羽田に暫定国際線旅客ターミナルビルが供用開始し、政治的な理由により成田開港後も羽田に残された台湾のチャイナエアラインのみが（当初は）使用していたが、2000年9月に新たに日本に乗り入れを開始した同じ台湾のエバー航空も使用するようになった。しかし、2002年4月18日に成田のB滑走路が暫定供用を開始したため、チャイナエアライン・エバー航空も国際線を運航する他の航空会社と同様に成田発着となった。
このころ、すなわち2000年代に入ってから羽田はじわじわと国際化し始めた。2002年サッカーワールドカップ日韓大会開催がきっかけとなって、同年から羽田と韓国やグアムを結ぶ定期チャーター便としての路線が深夜早朝時間帯に限って運航されるようになり、より具体的には2003年11月の羽田〜金浦線の定期的チャーター便就航が羽田再国際化の幕開けとなった。
2009年10月13日、前原誠司国土交通相は、内際分離の原則を転換し、羽田を24時間運用可能な国際的なハブ空港として整備していく方針を発表した。
2010年代に入ると羽田の再国際化は本格化していく。2010年10月21日に4本目の滑走路であるD滑走路と新国際線ターミナル（現在の第3ターミナル）が新たに供用を開始したことが（再国際化の）決定打となり（暫定国際線ターミナルは同年10月20日に閉鎖）、それまでは内際分離により近距離チャーター便のみに限られていた羽田発着の国際線が32年ぶりに定期便として復活を果たした（新国際線ターミナルのオープンから10日後の同年10月31日から国際定期便が発着するようになった）。

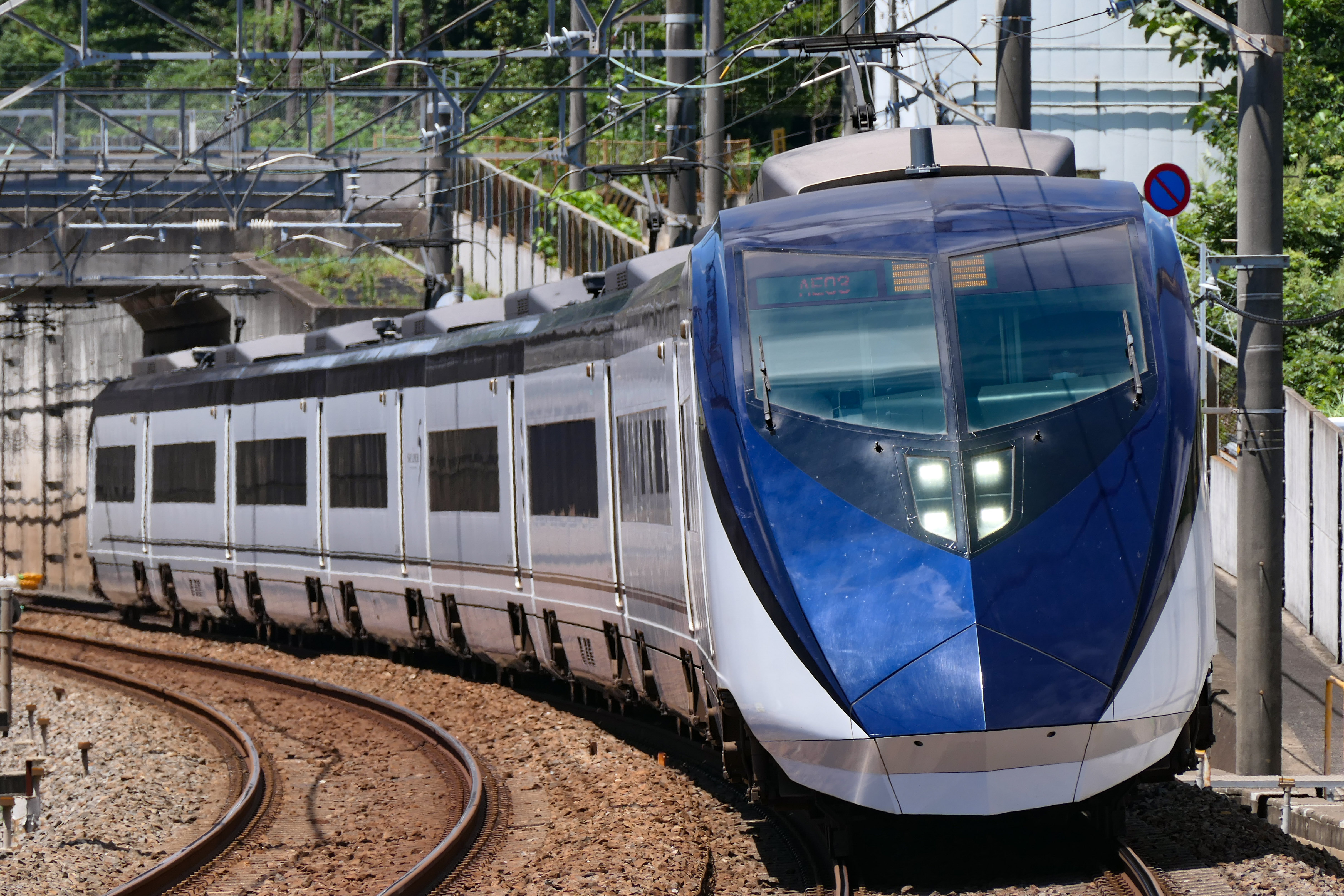
成田スカイアクセス線の開業に伴って2010年に新たに導入された京成AE形電車

一方の成田では、羽田の正式な国際化にやや先行する形で、2010年7月17日に成田スカイアクセス線が新たに開業、京成スカイライナー（新幹線を除く在来線としては最速の160km/hで走行）で都心と空港との間が最短36分で結ばれるようになり（従来より約15分短縮）、十分に改善したとまではいえないものの、それでも開港当初と比較すればアクセスの利便性は飛躍的に向上するに至った。
2011年2月20日には、欧州系の航空会社としては初めてとなるイギリスのブリティッシュ・エアウェイズ（BA）が羽田に就航。同社は2008年12月まで、成田にダブルデイリー（1日2便）で乗り入れていたが、世界同時不況の影響による需要減に伴ってそれ以降しばらくの間は1日1便に減便した。しかし、羽田の再国際化に伴って運休していた便が復活したことになった。また、羽田就航後しばらくの間は週5便で乗り入れていたが、その後デイリー運航に増便されている。ちなみに同じ日には米国のアメリカン航空やデルタ航空も羽田に就航している。
その後、当初は深夜・早朝のみの発着枠に限定されたいた国際線が、2014年3月30日の国際線ターミナルビルの拡張に伴って次第に日中にも運航できるようになったことにより、羽田再国際化はさらに加速する。

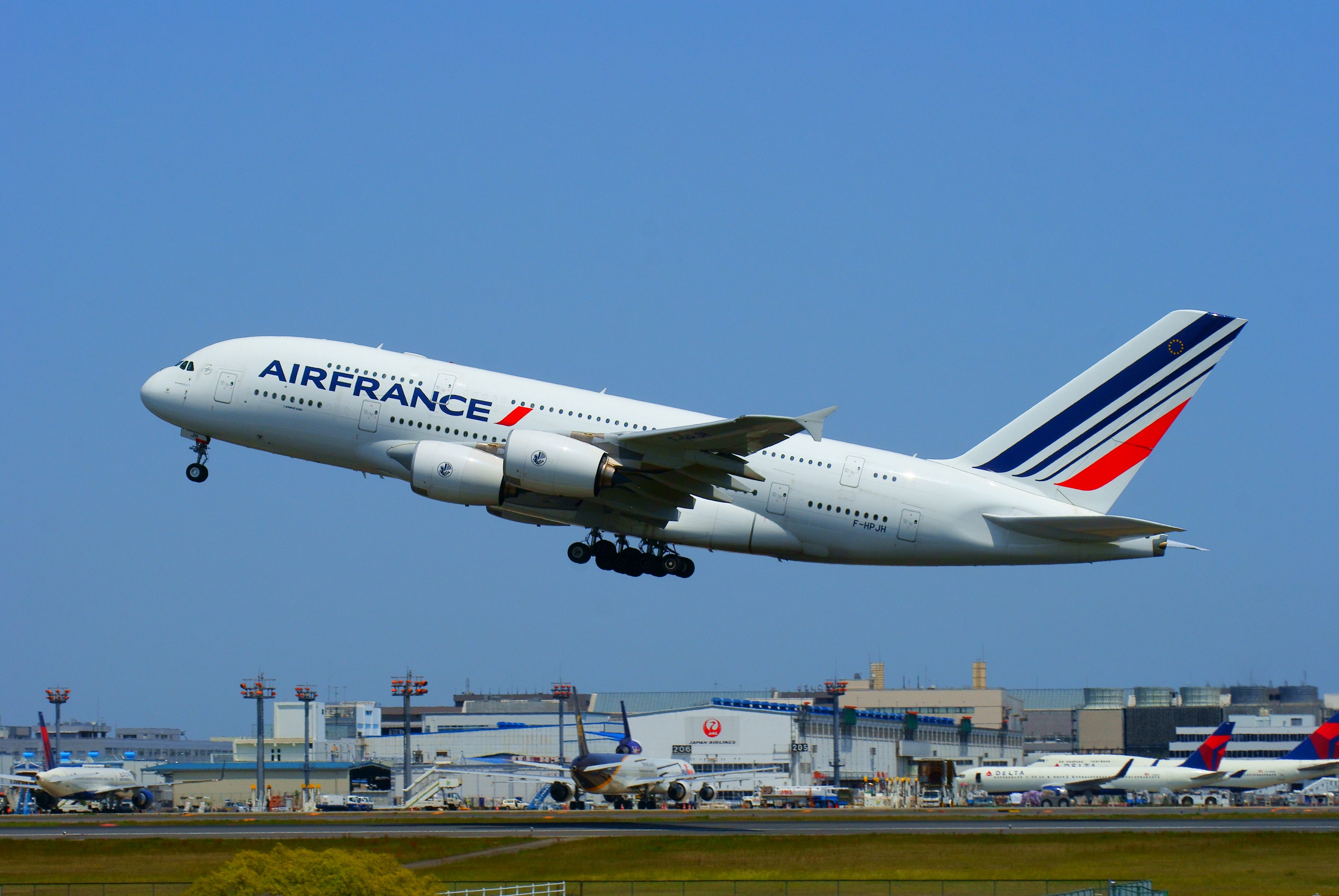
成田を離陸するエールフランスのエアバスA380。同社は同じ欧州のルフトハンザとともに2010年から成田便にA380を投入していたが、2014年の羽田便開設以降は日本路線から撤退してしまった。

それまでヨーロッパの航空会社で羽田に乗り入れていたのは前述のブリティッシュ・エアウェイズのみであったが、2014年夏スケジュールからは同じ欧州のルフトハンザドイツ航空（ドイツ）とエールフランス航空（フランス）が新たに乗り入れを開始。この2社はそれまで成田路線に超大型機であるエアバスA380を就航させていたが、羽田路線開設に伴う増便により機材が小型化したため同型機は日本路線から撤退、ヨーロッパのエアラインが運航するA380は日本では見ることができなくなってしまった。
このころ、すなわち2014年夏ダイヤから、国土交通省は羽田就航を希望するエアラインに対して「羽田に国際線を新しく就航させる場合は成田の発着便も残さなければならない」という趣旨の「成田縛り」と呼ばれる行政指導を行うようになった。これは、都心からの利便性が高く、ビジネス需要を含めた収益性の高い羽田の発着便を多くの航空会社がこぞって開設して成田便を廃止することにより、国有企業（成田国際空港株式会社）が運営する成田空港が存続の危機に直面するのを防ぐ（羽田の過度な国際化を防止する）目的であった。
この「成田縛り」は、航空法などの法的根拠があるわけではなく、あくまでも紳士協定に過ぎない暗黙のルールではあるが、航空会社にとっては拘束力の強い政府命令に等しかった。しかしこのルールも、あっという間に綻びが生じた。

## 関連年表
この一覧は未完成です。加筆、訂正して下さる協力者を求めています。
- 2009年
  - 10月13日 - 前原誠司国土交通相が、内際分離（羽田は国内線・成田は国際線）の原則を転換し、羽田を24時間運用可能な国際的なハブ空港として整備していく方針を発表する[34][35][36]。
- 2010年
  - 10月21日 - 羽田において4本目の滑走路であるD滑走路と新国際線ターミナル（現在の第3ターミナル）が新たに供用を開始[37][38][39]。
  - 10月31日 - 羽田に新たにオープンした国際線ターミナルから、国際定期便が発着するようになる[45]。

## 羽田発着の国際線を運航する航空会社
- 日本航空（JAL・JL）
- 全日本空輸（ANA・NH）
- ピーチ・アビエーション（APJ・MM）
- 大韓航空（KAL・KE）
- アシアナ航空（AAR・OZ）
- 中国国際航空（CCA・CA）
- 中国東方航空（CES・MU）
- 中国南方航空（CSN・CZ）
- 上海航空（CSH・FM）
- 海南航空（CHH・HU）
- 天津航空（GCR・GS）
- 吉祥航空（DKH・HO）
- 春秋航空（CSH・FM）
- チャイナエアライン（CAL・CI）
- エバー航空（EVA・BR）
- タイガーエア台湾（TTW・IT）
- キャセイパシフィック航空（CPA・CX）
- 香港エクスプレス航空（HKE・UO）
- フィリピン航空（PAL・PR）
- ベトナム航空（HVN・VN）
- ベトジェットエア（VJC・VJ）
- タイ国際航空（THA・TG）
- マレーシア航空（MAS・MH）
- シンガポール航空（SIA・SQ）
- ガルーダ・インドネシア航空（GIA・GA）
- エア・インディア（AIC・AI）
- カンタス航空（QFA・QF）
- エア・カナダ（ACA・AC）
- アメリカン航空（AAL・AA）
- デルタ航空（DAL・DL）
- ユナイテッド航空（UAL・UA）
- ハワイアン航空（HAL・HA）
- フィンエアー（FIN・AY）
- スカンジナビア航空（SAS・SK）
- ブリティッシュ・エアウェイズ（BAW・BA）
- エールフランス航空（AFR・AF）
- ルフトハンザドイツ航空（DLH・LH）
- ITAエアウェイズ（ITY・AZ）
- ターキッシュ・エアラインズ（THY・TK）
- エミレーツ航空（UAE・EK）

羽田発着の国際線を運航する航空会社（2025年4月現在）></ref>></ref>
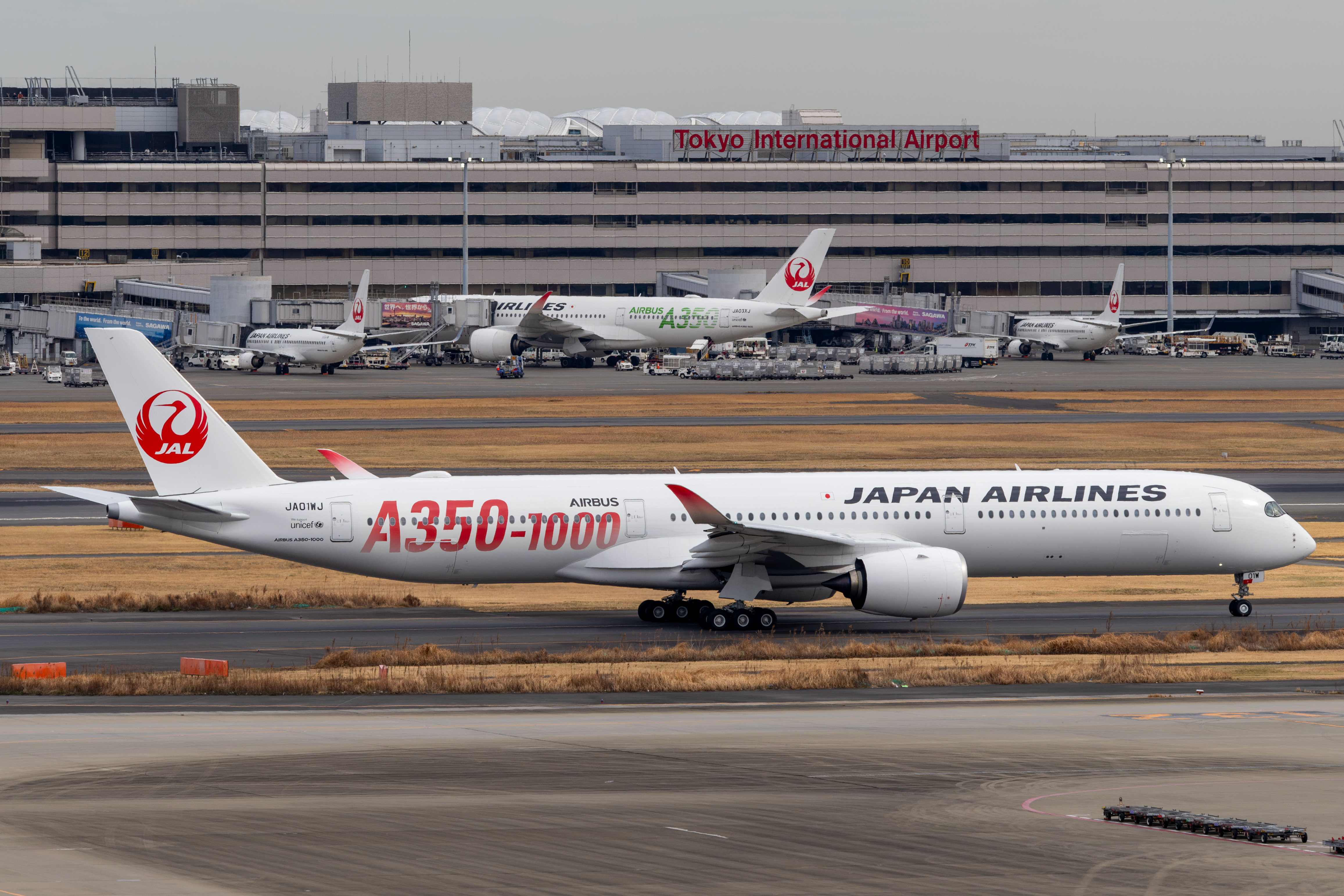
羽田発着の国際線を運航する航空会社（2025年4月現在）<ref>“羽田空港 航空会社 (エアライン)”.   FlyTeam (フライチーム). 2025年4月25日閲覧。</ref><ref>“航空会社一覧”.  羽田空港. 2025年4月25日閲覧。</ref>
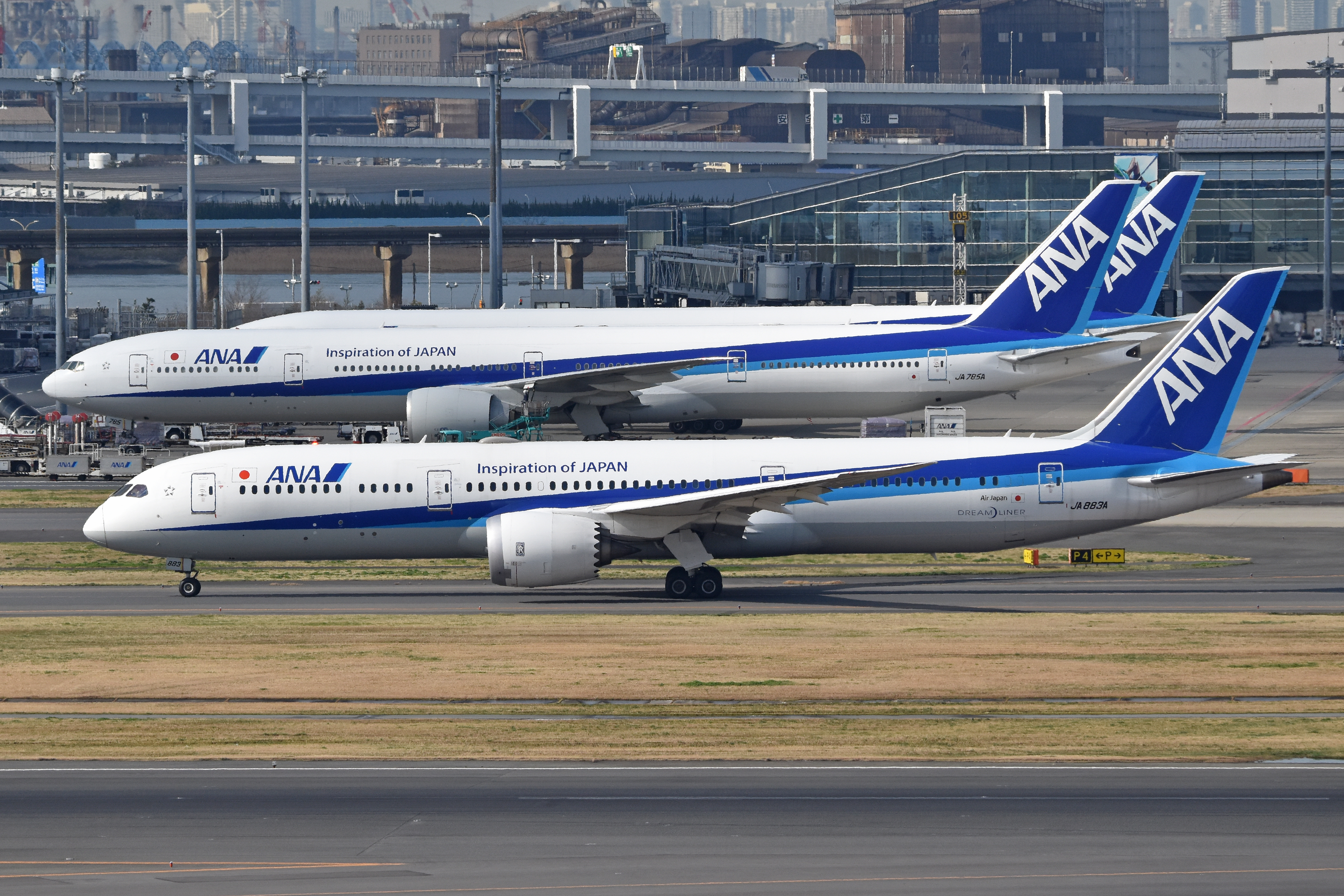
日本航空
- 全日本空輸
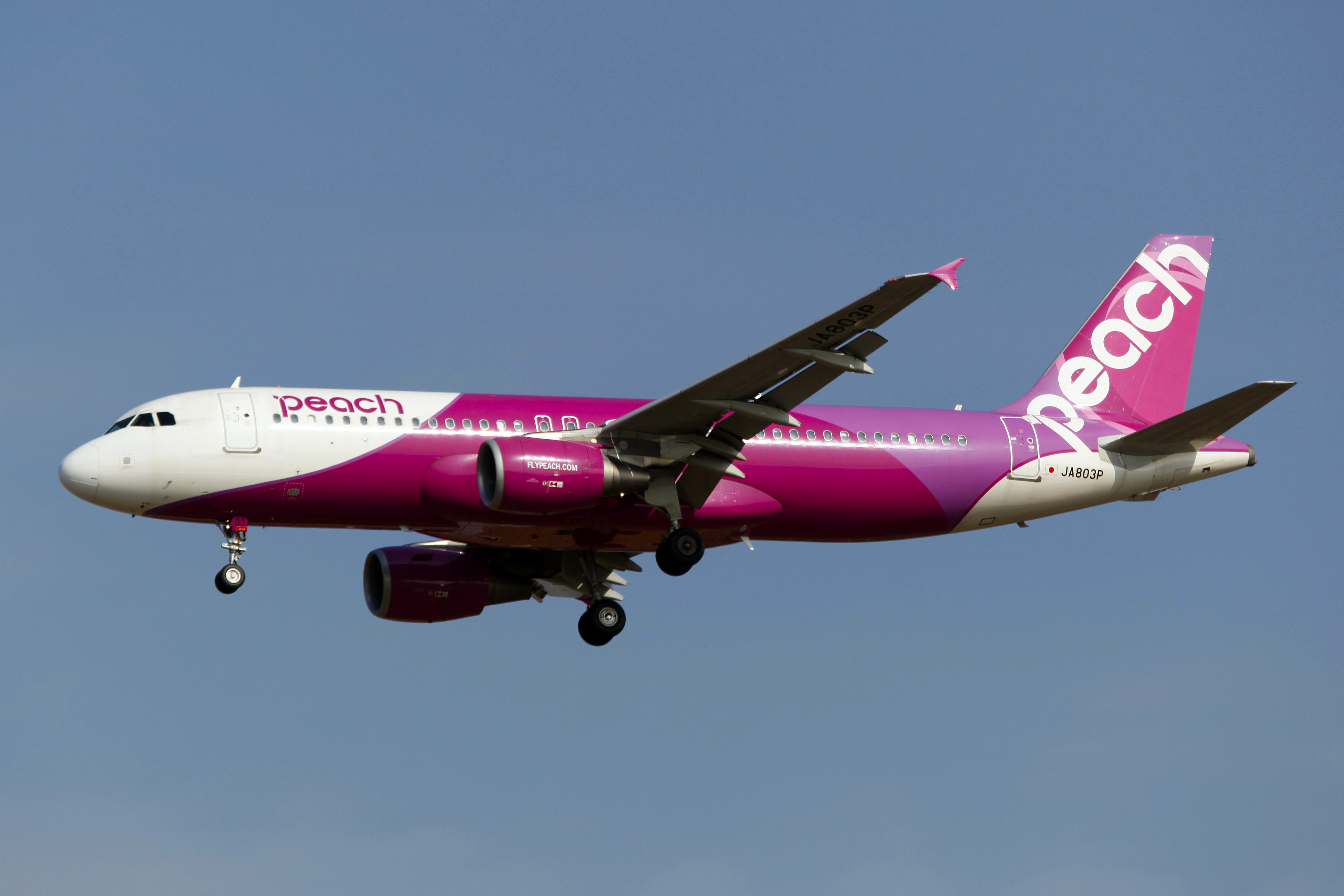
ピーチ・アビエーション
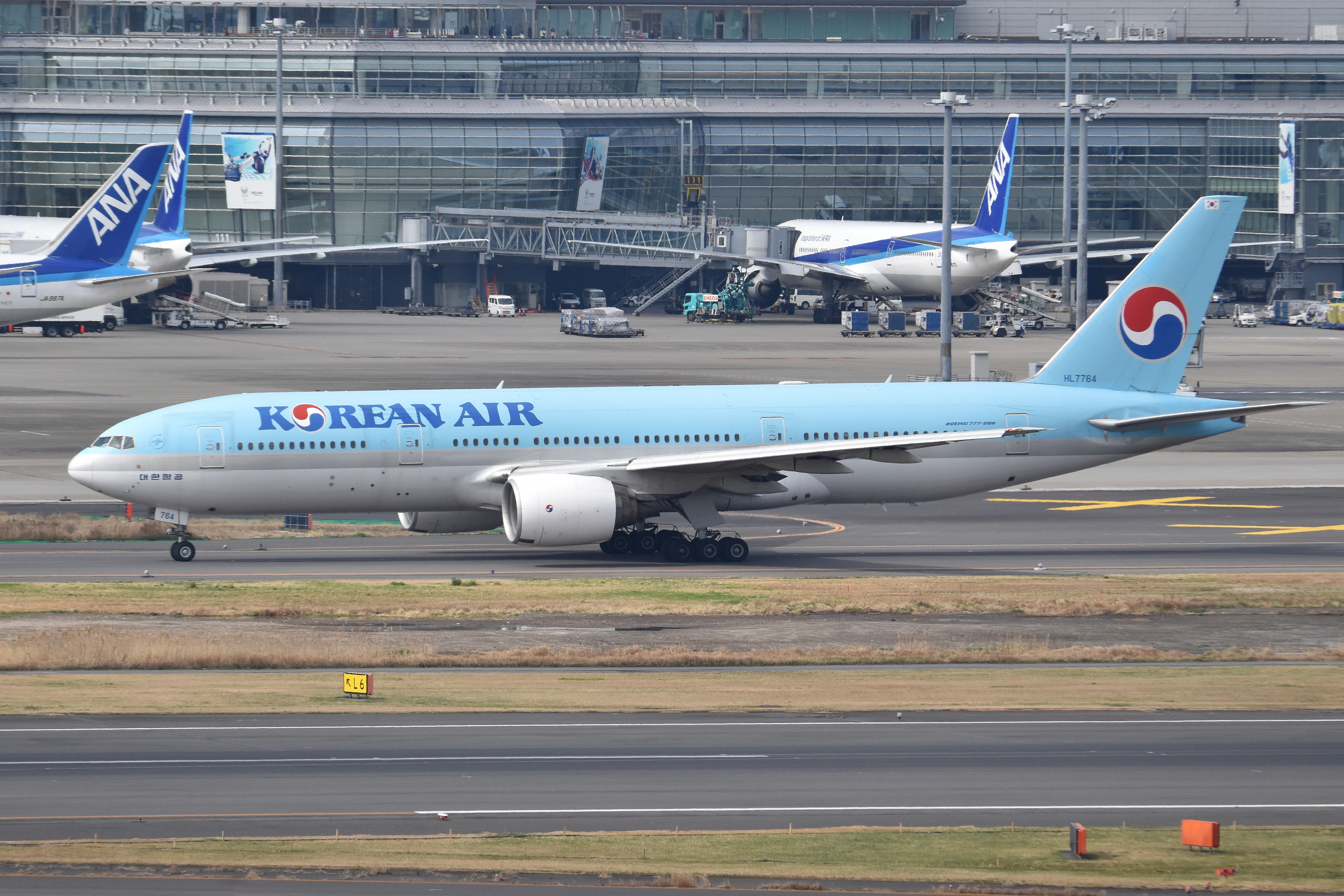
大韓航空
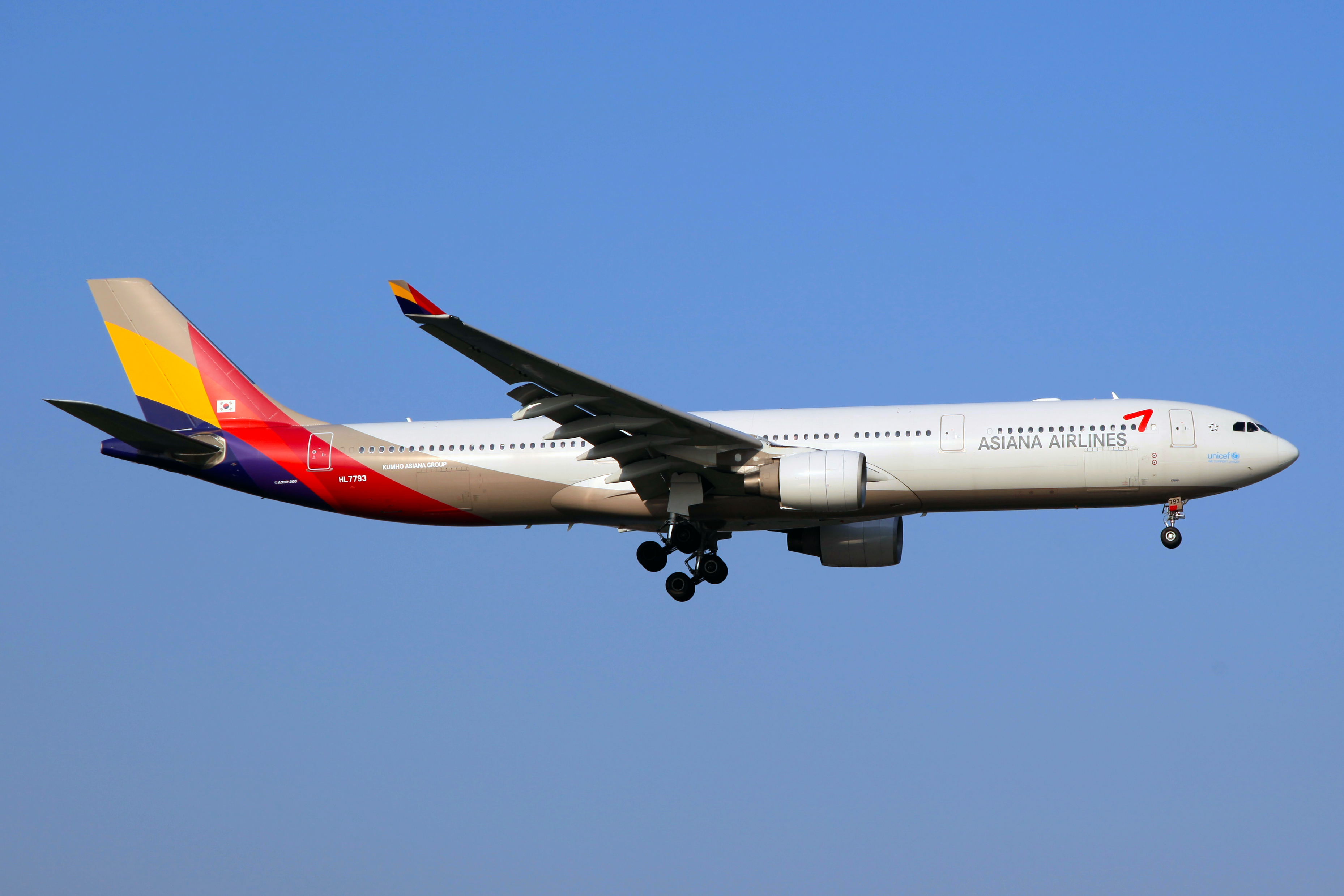
アシアナ航空
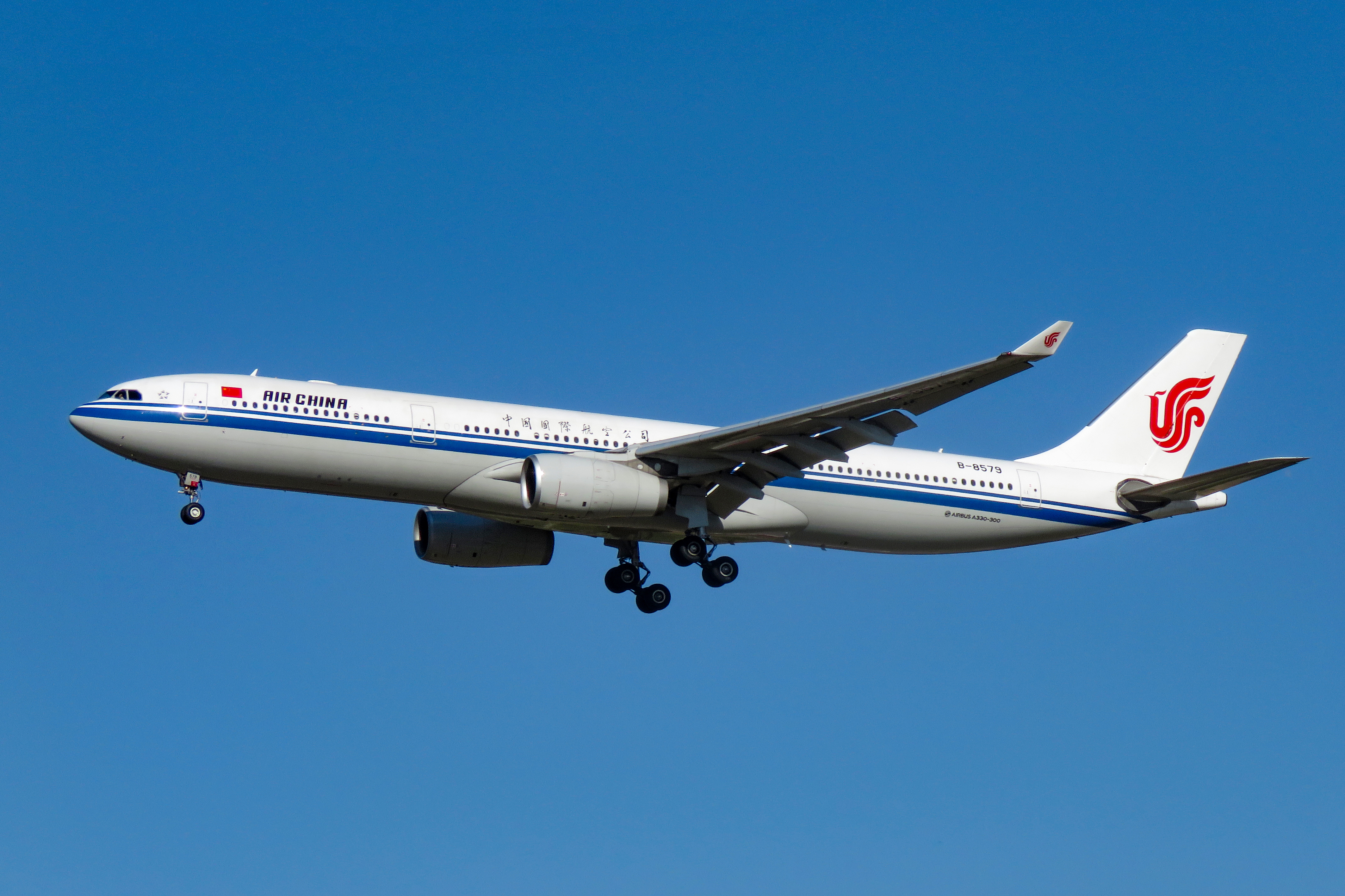
中国国際航空
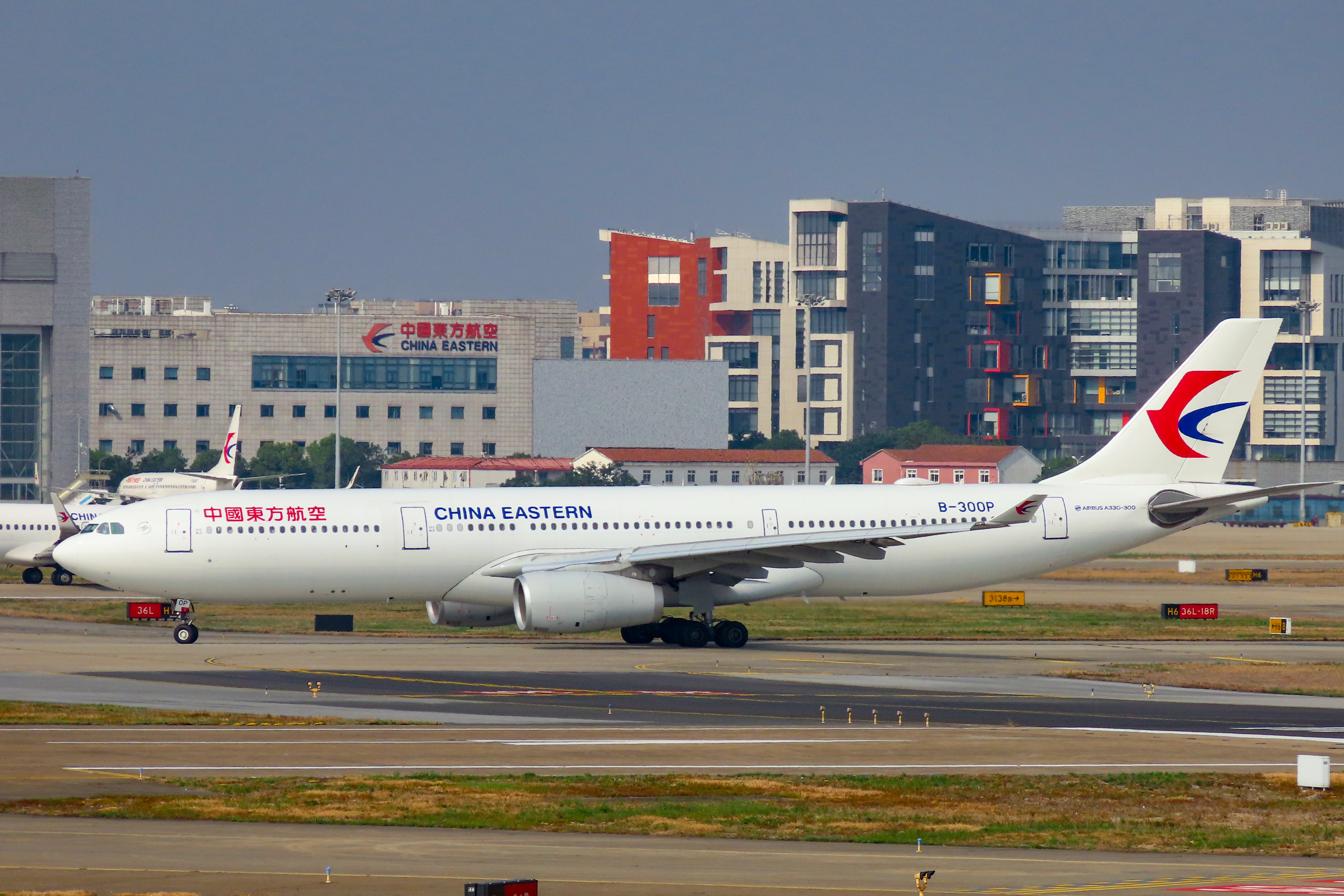
中国東方航空
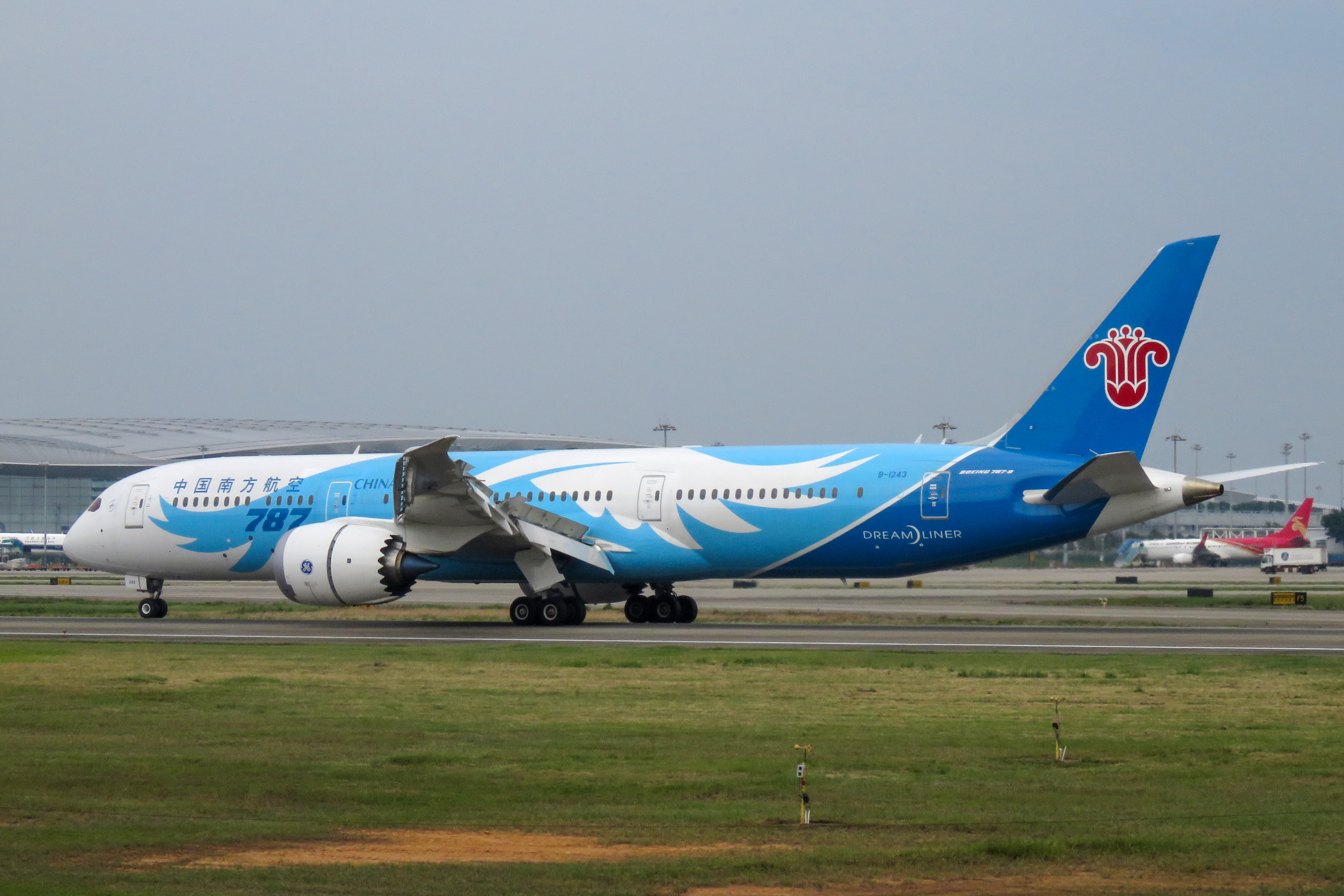
中国南方航空
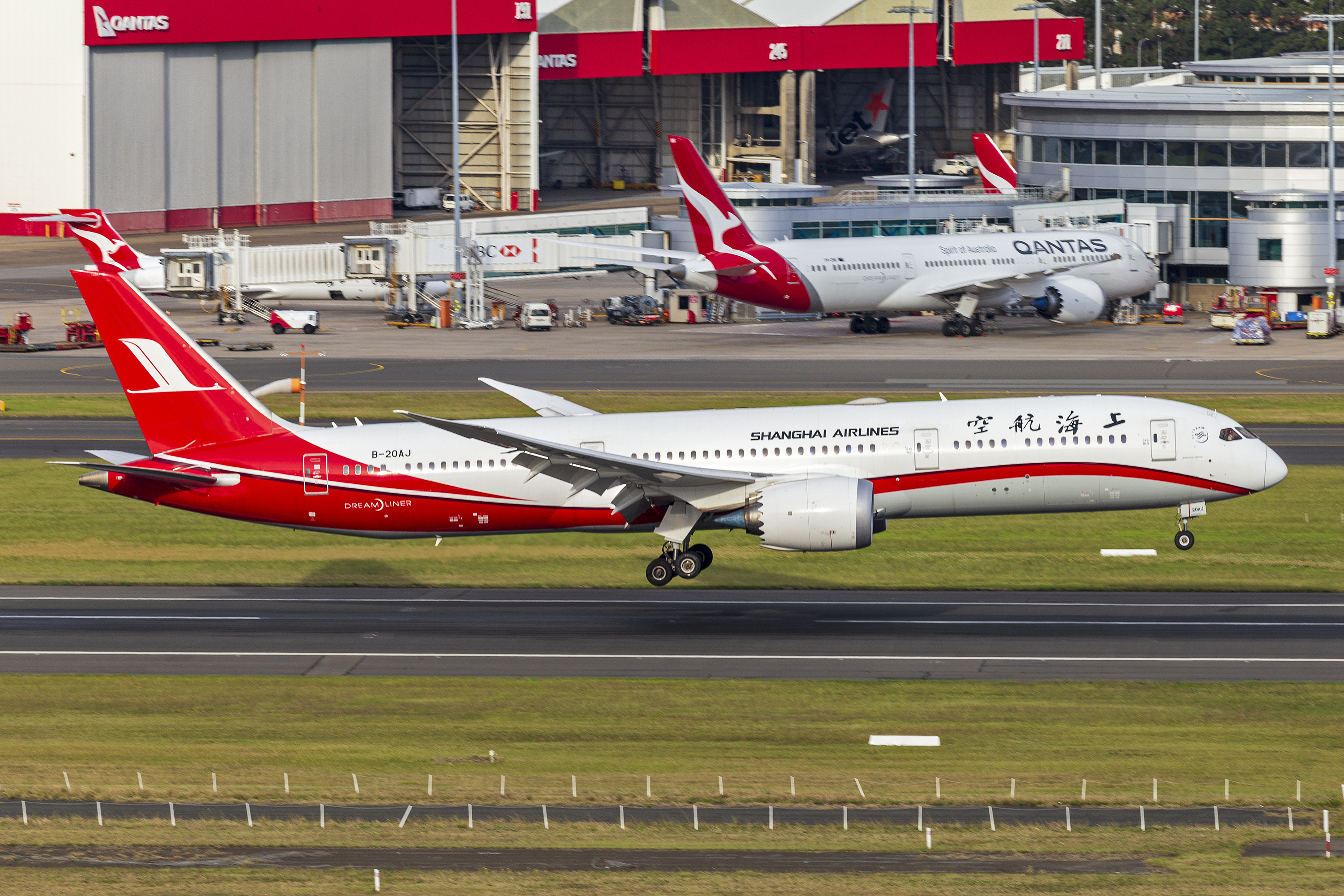
上海航空
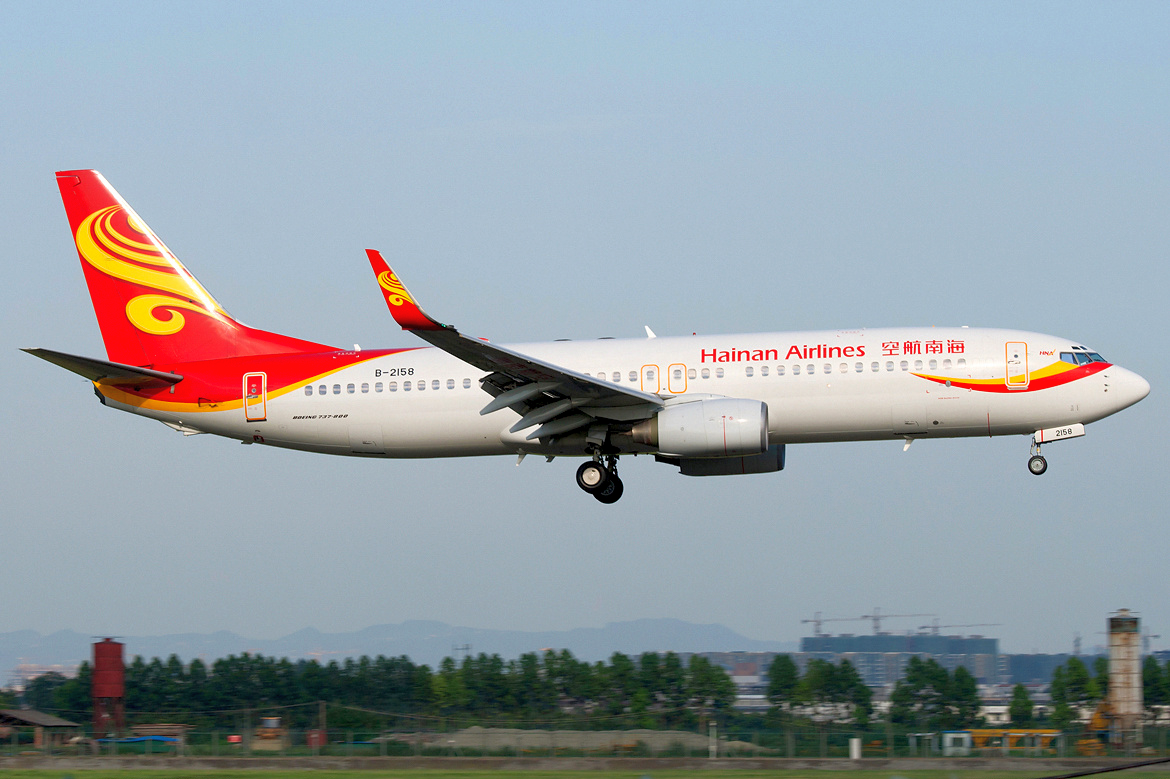
海南航空
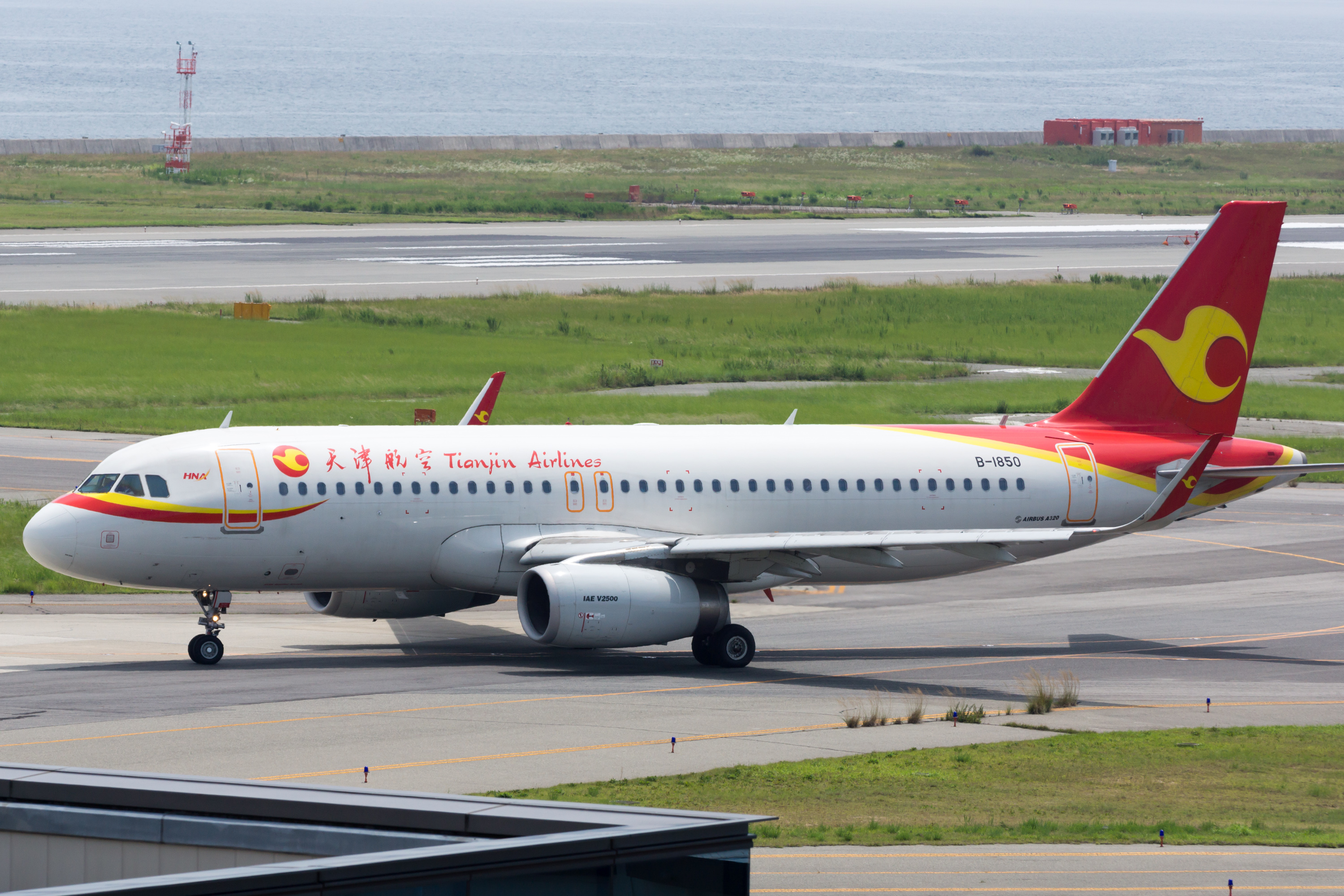
天津航空
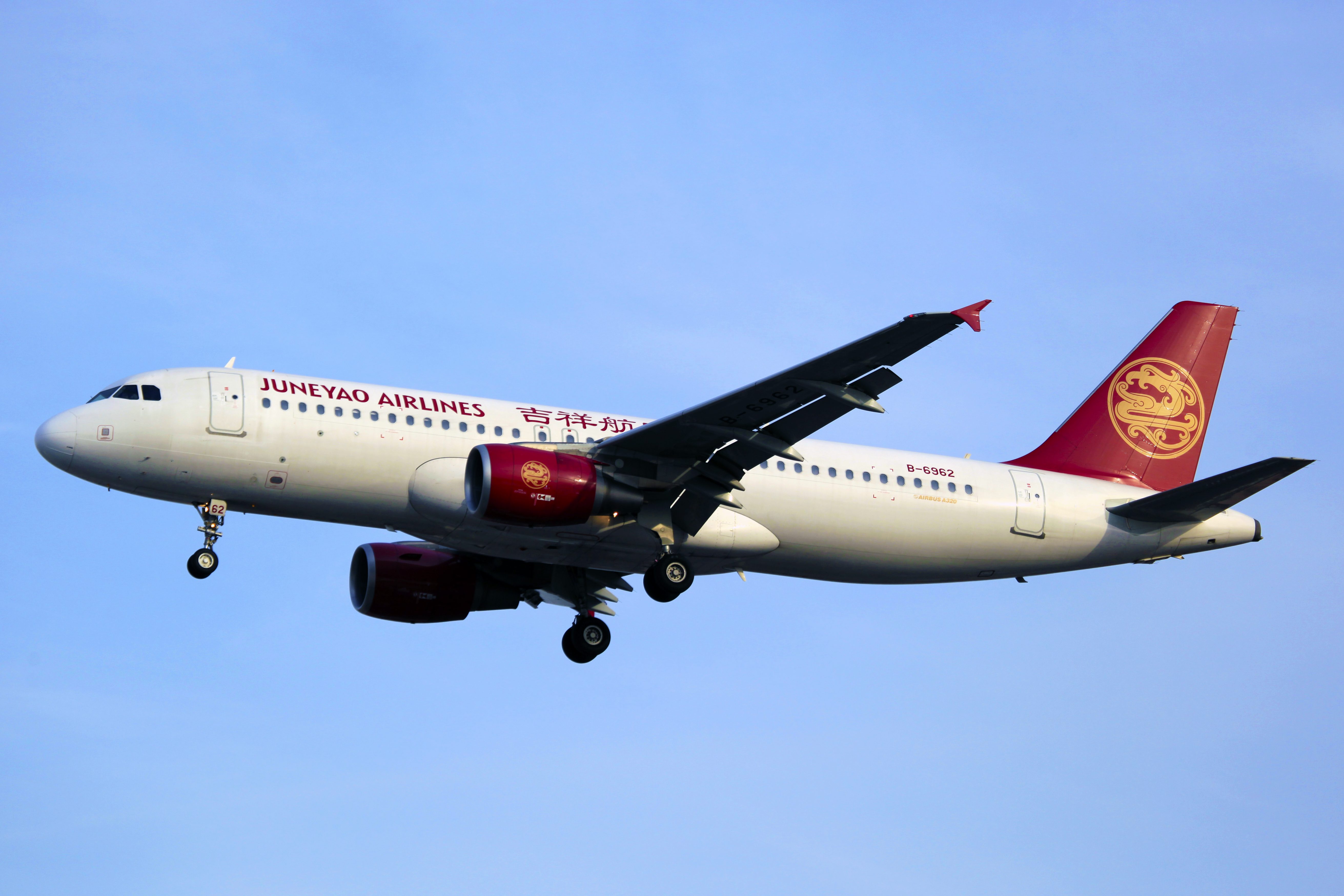
吉祥航空
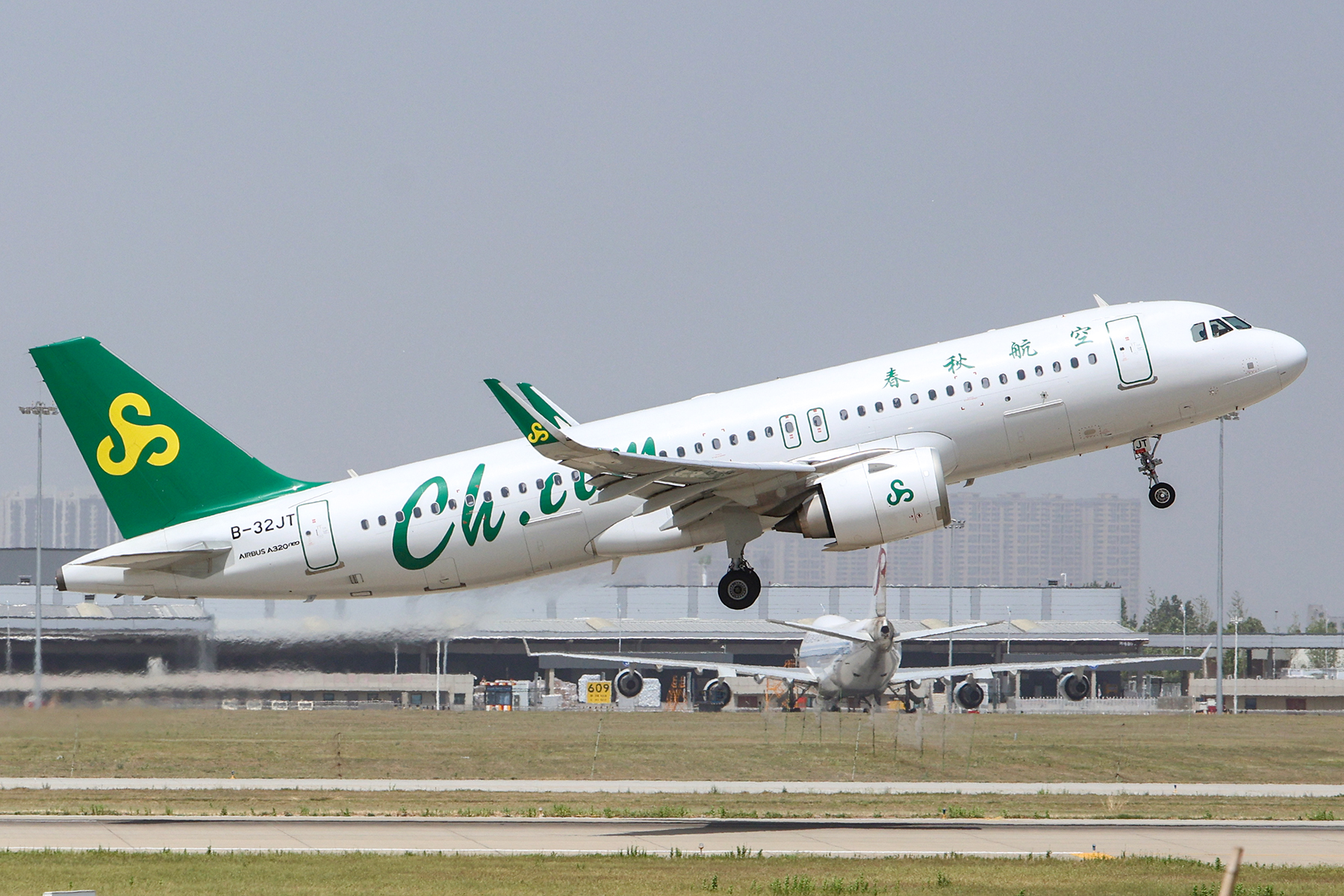
春秋航空
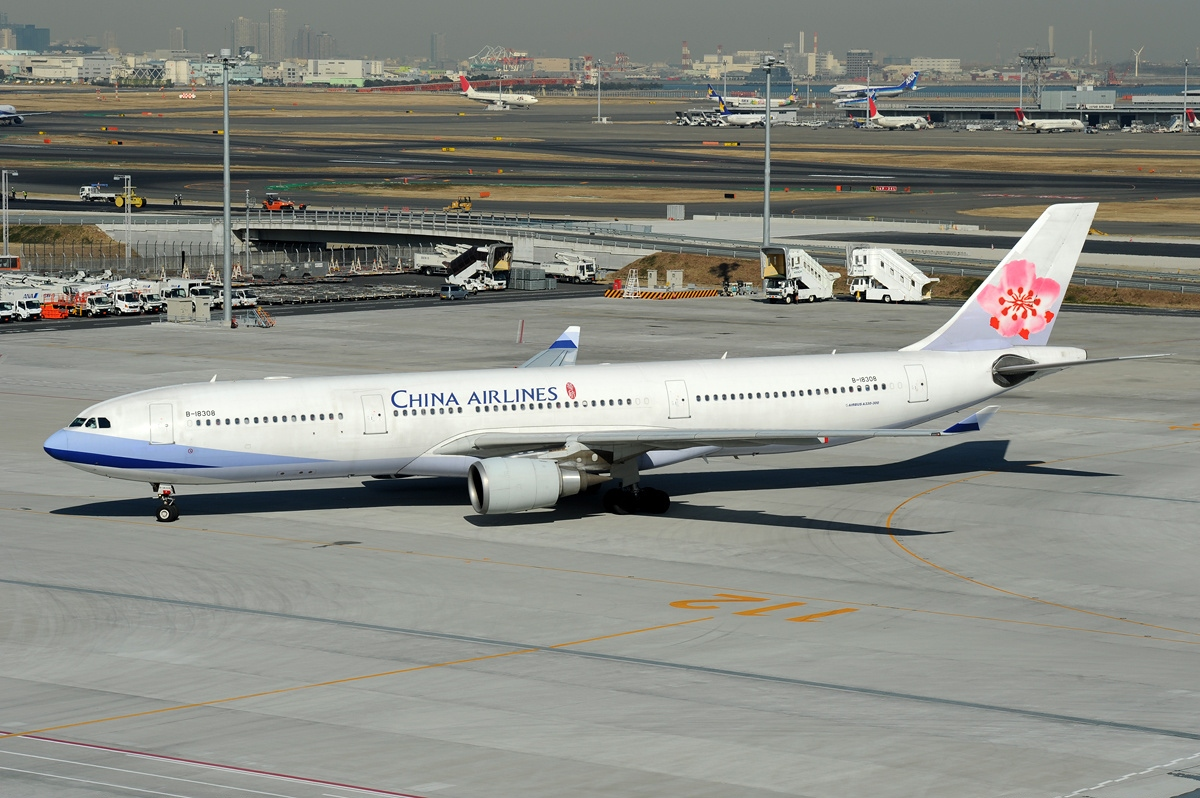
チャイナエアライン
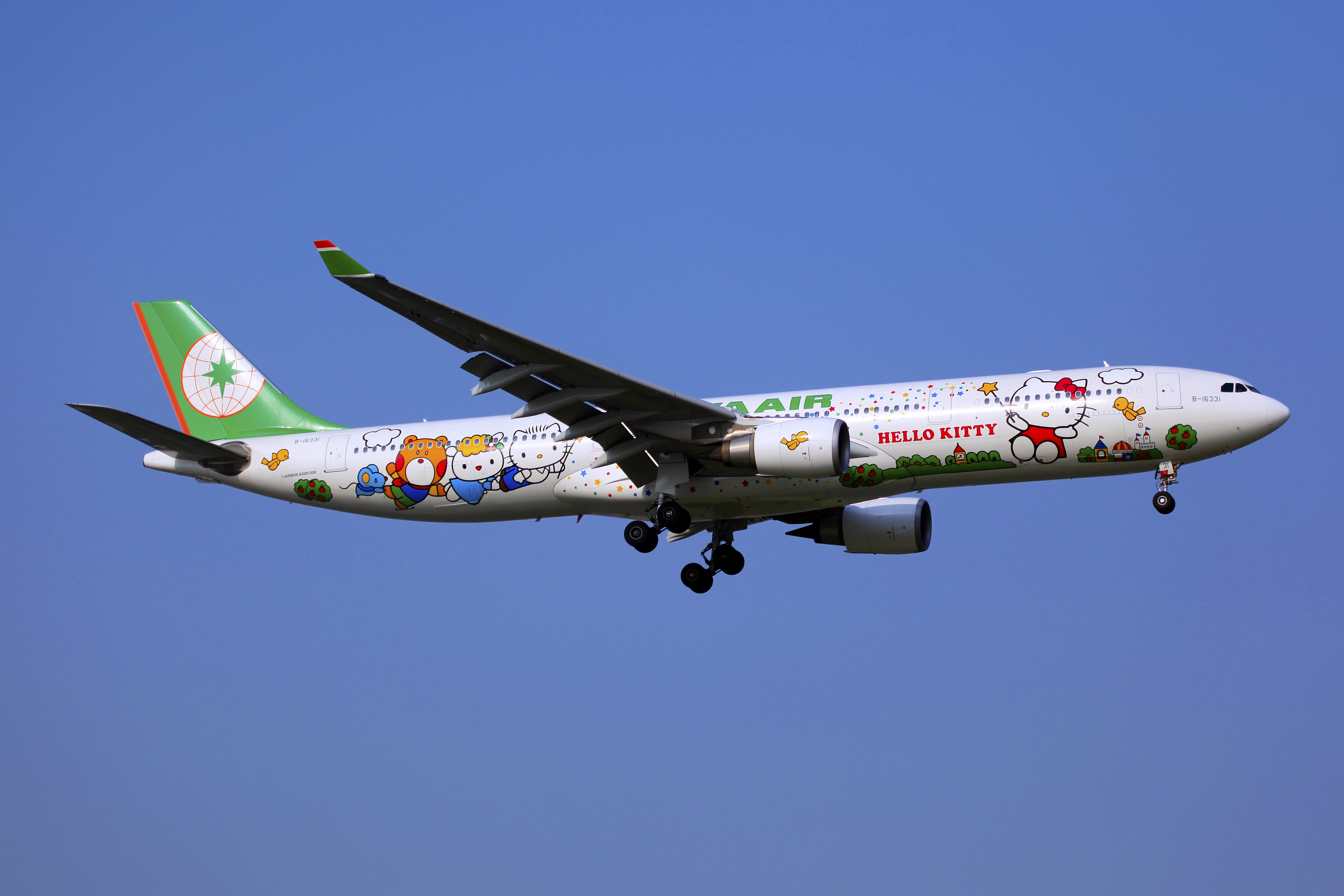
エバー航空
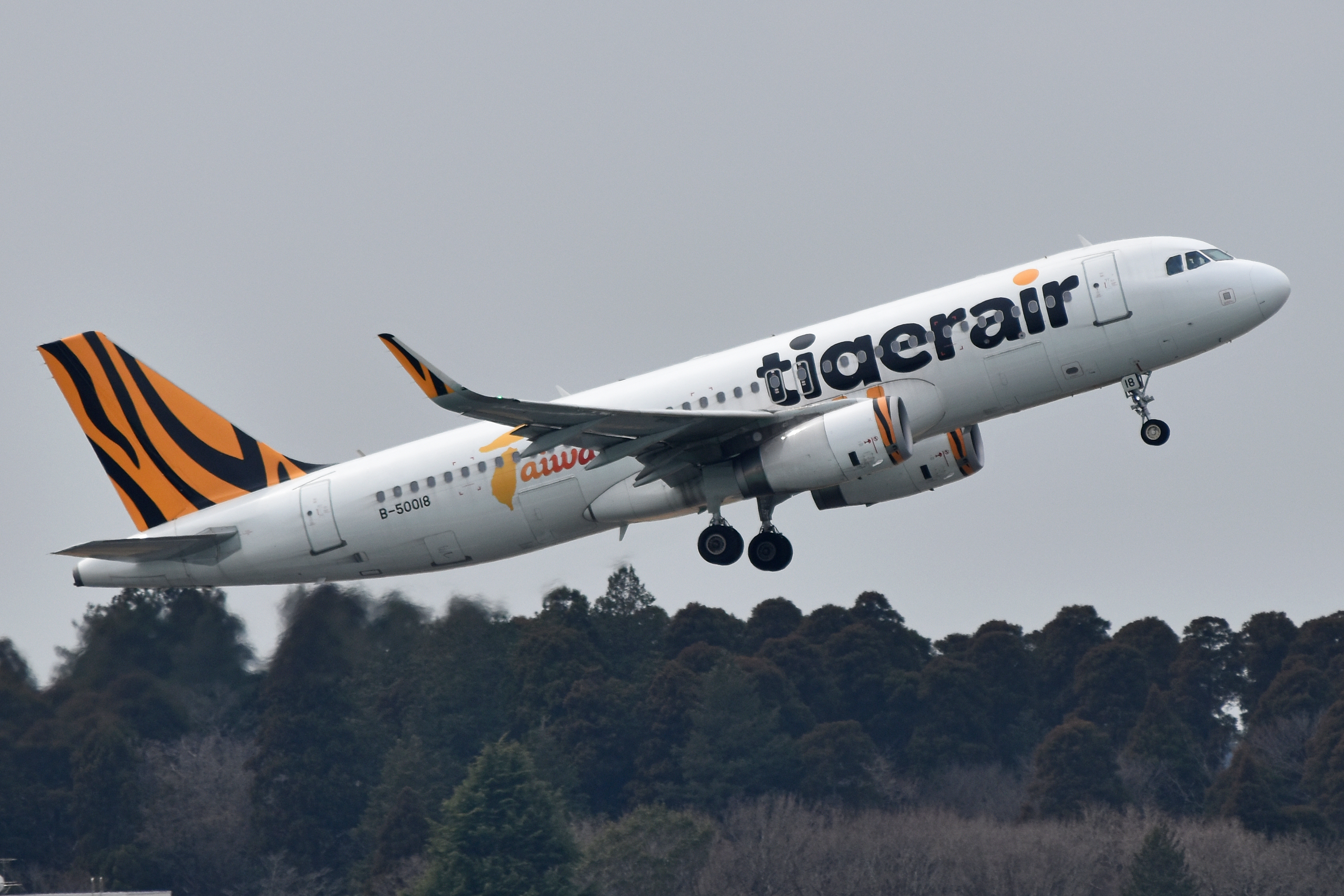
タイガーエア台湾
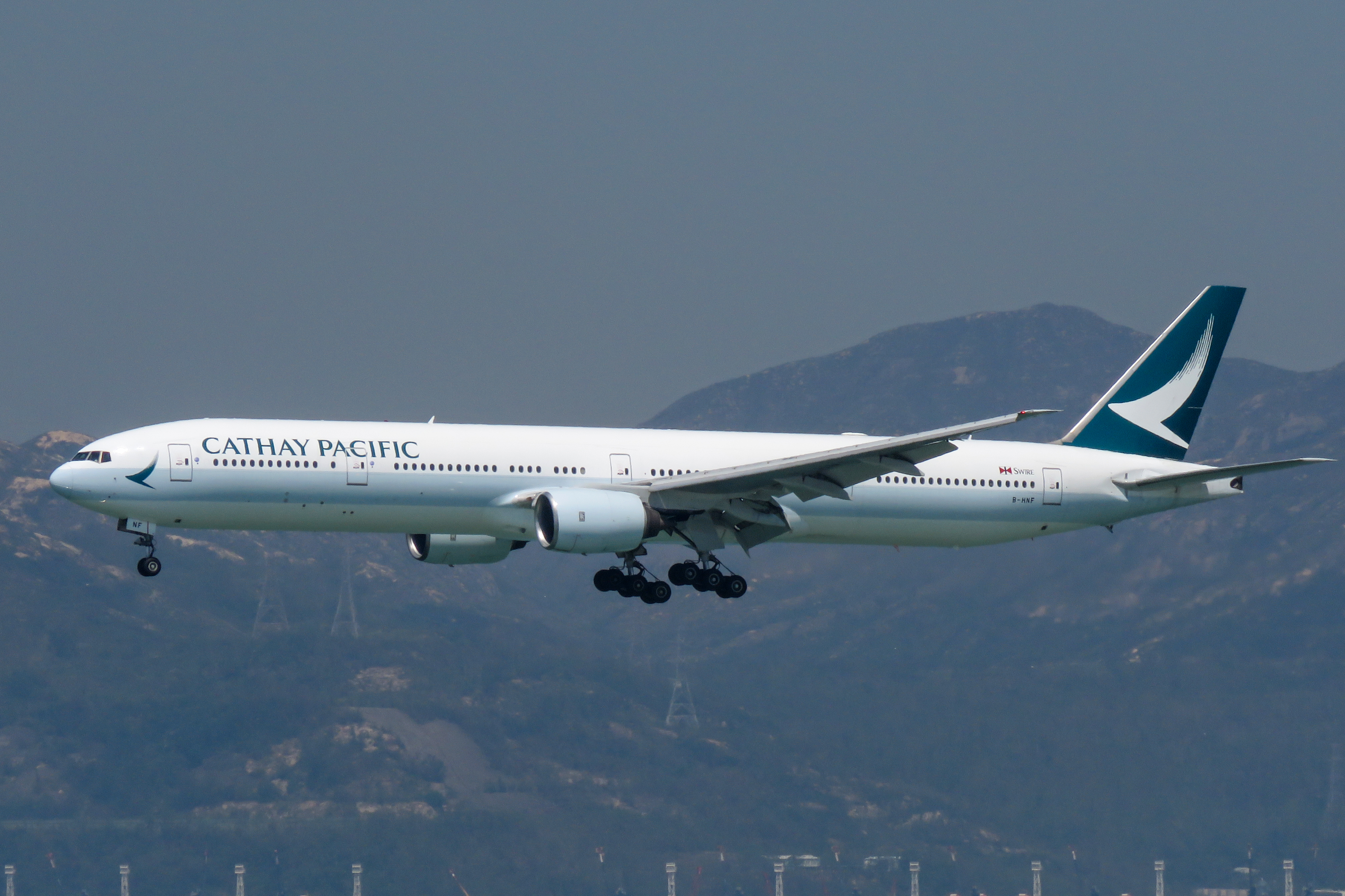
キャセイパシフィック航空
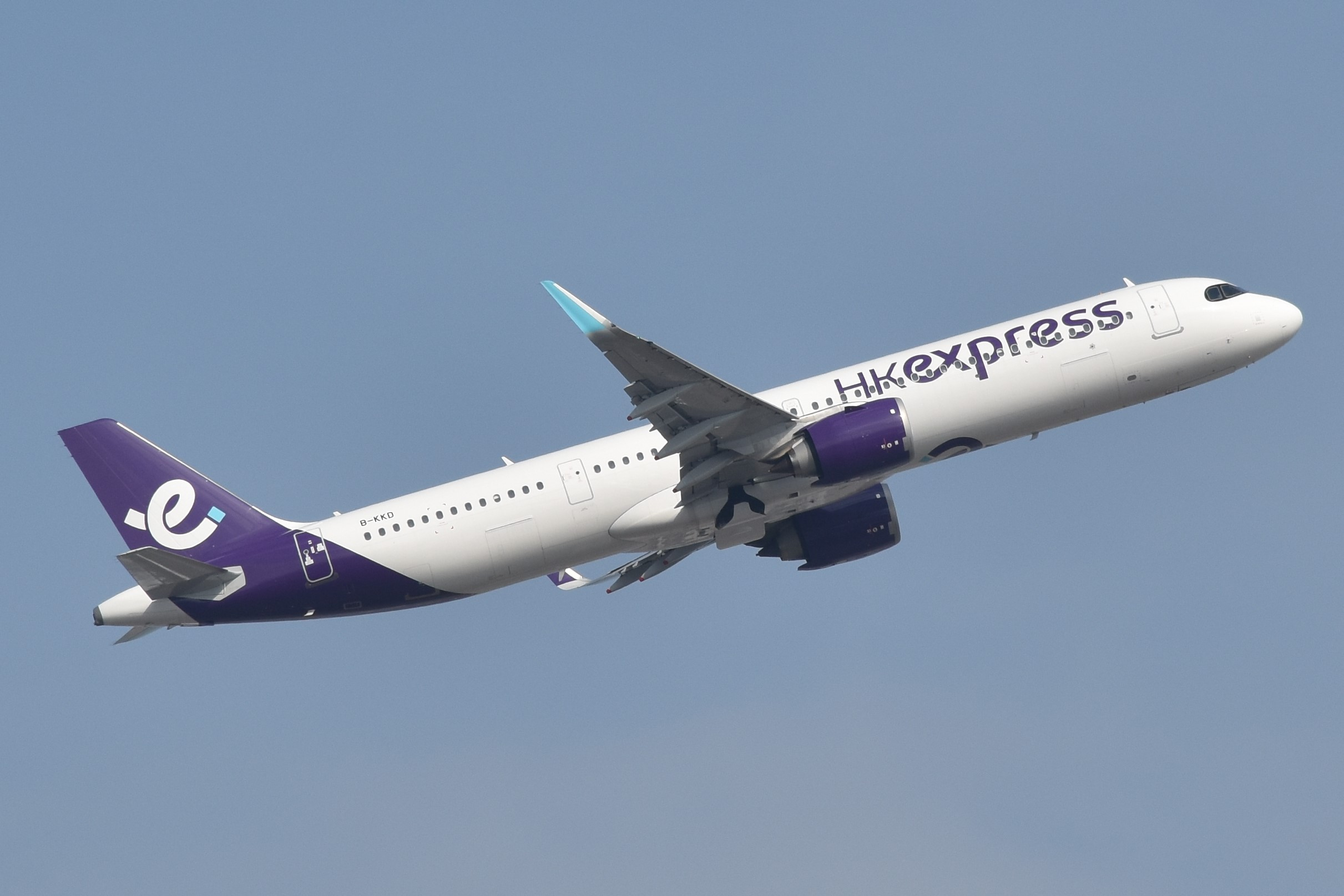
香港エクスプレス航空
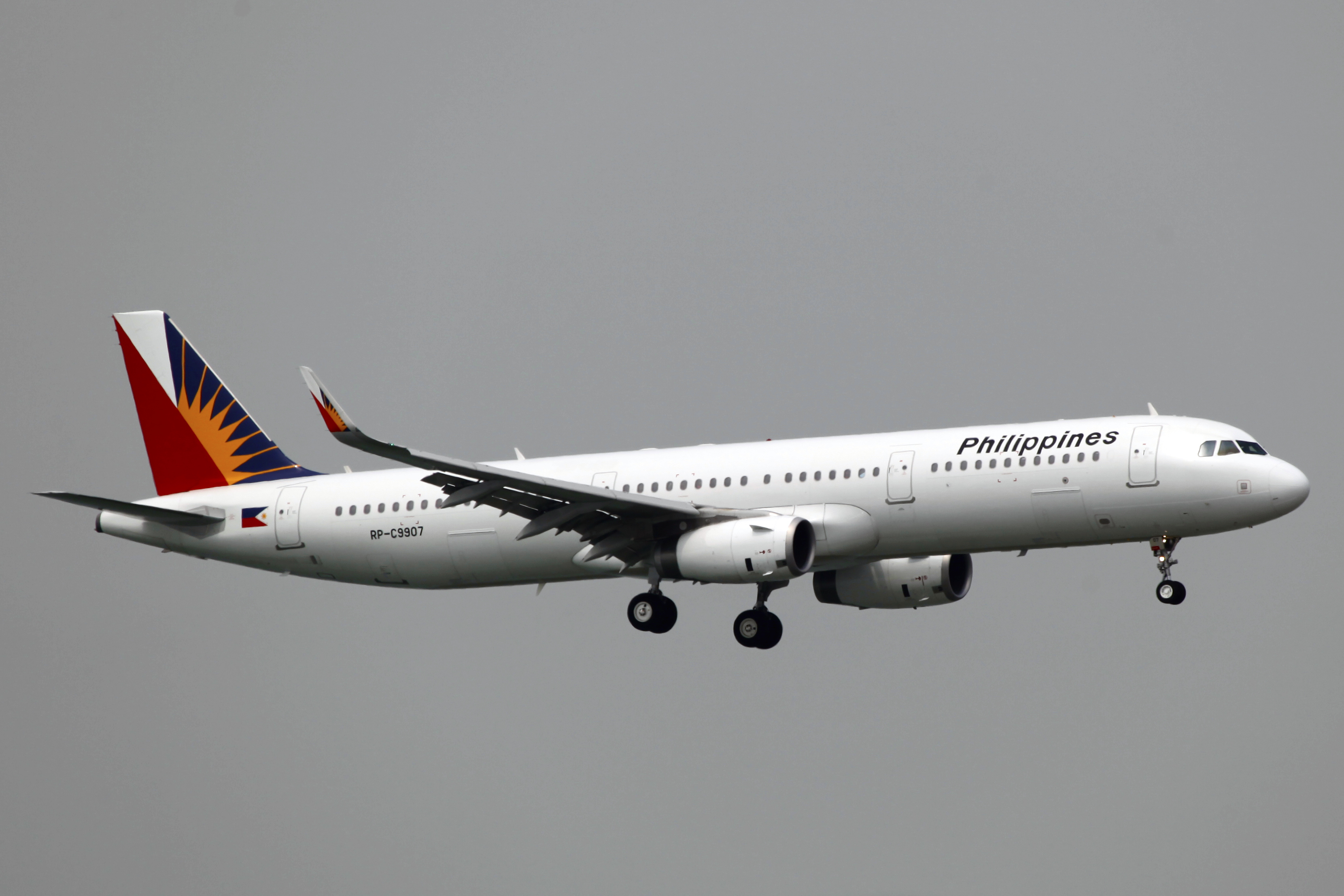
フィリピン航空
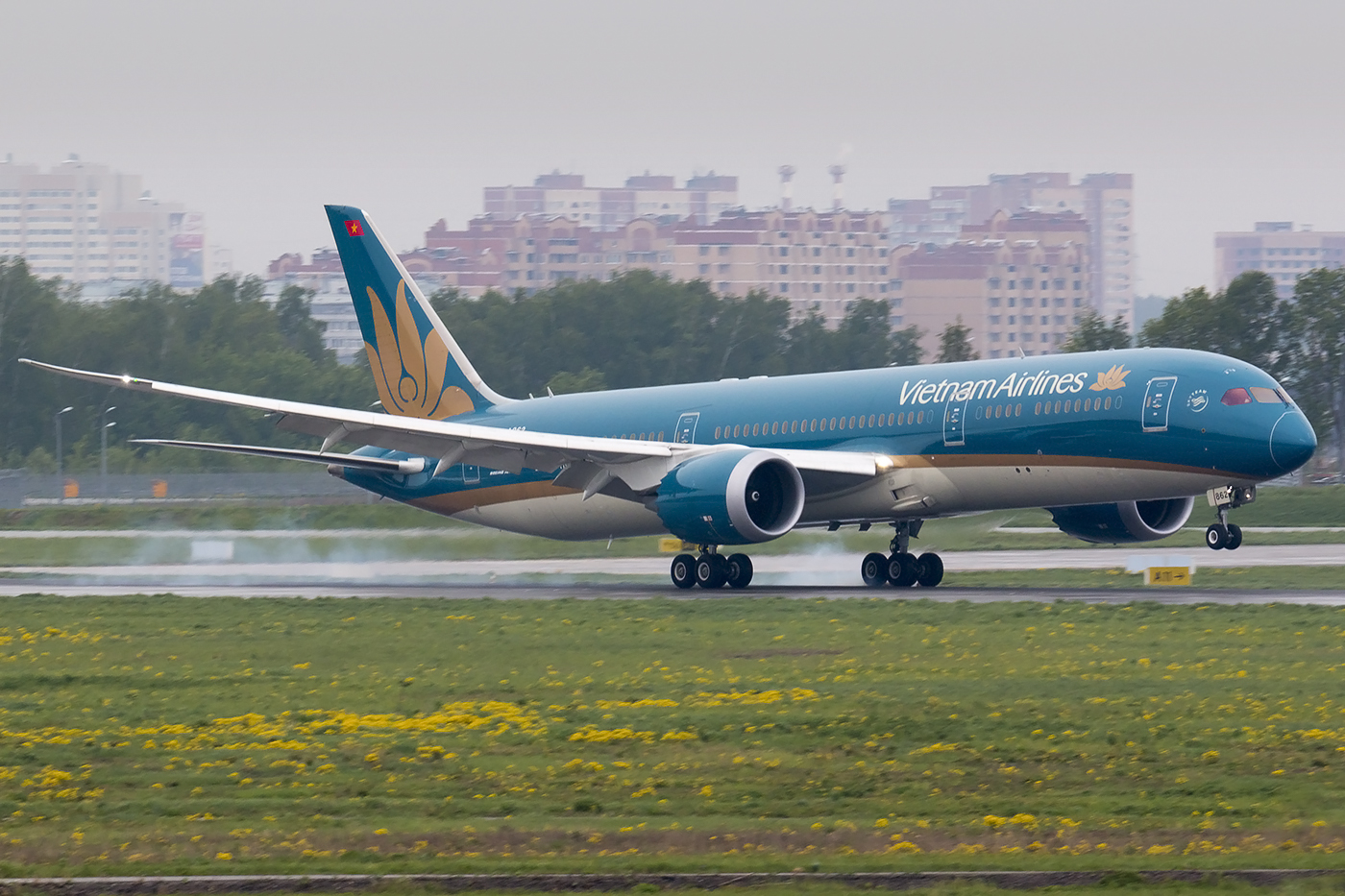
ベトナム航空
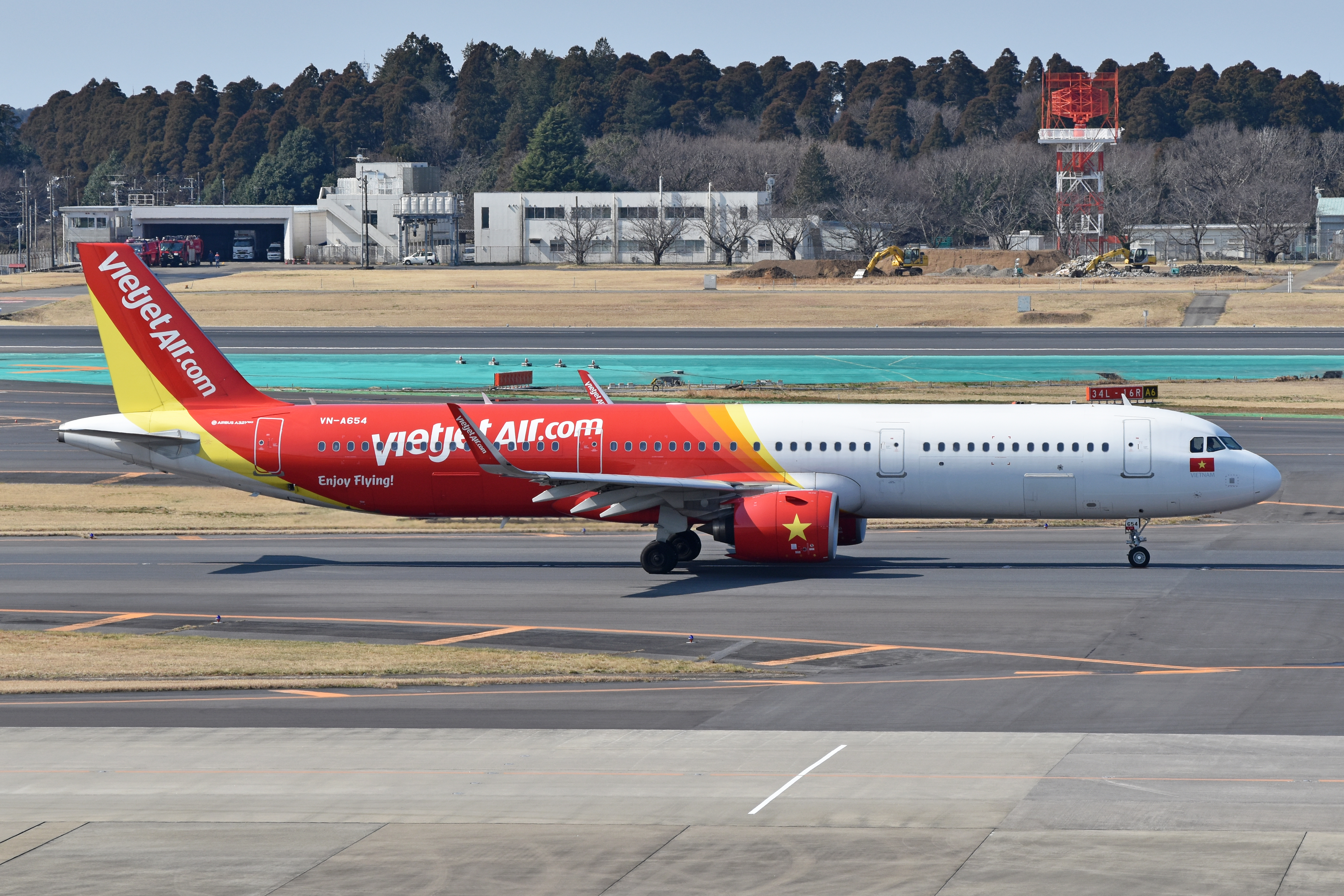
ベトジェットエア
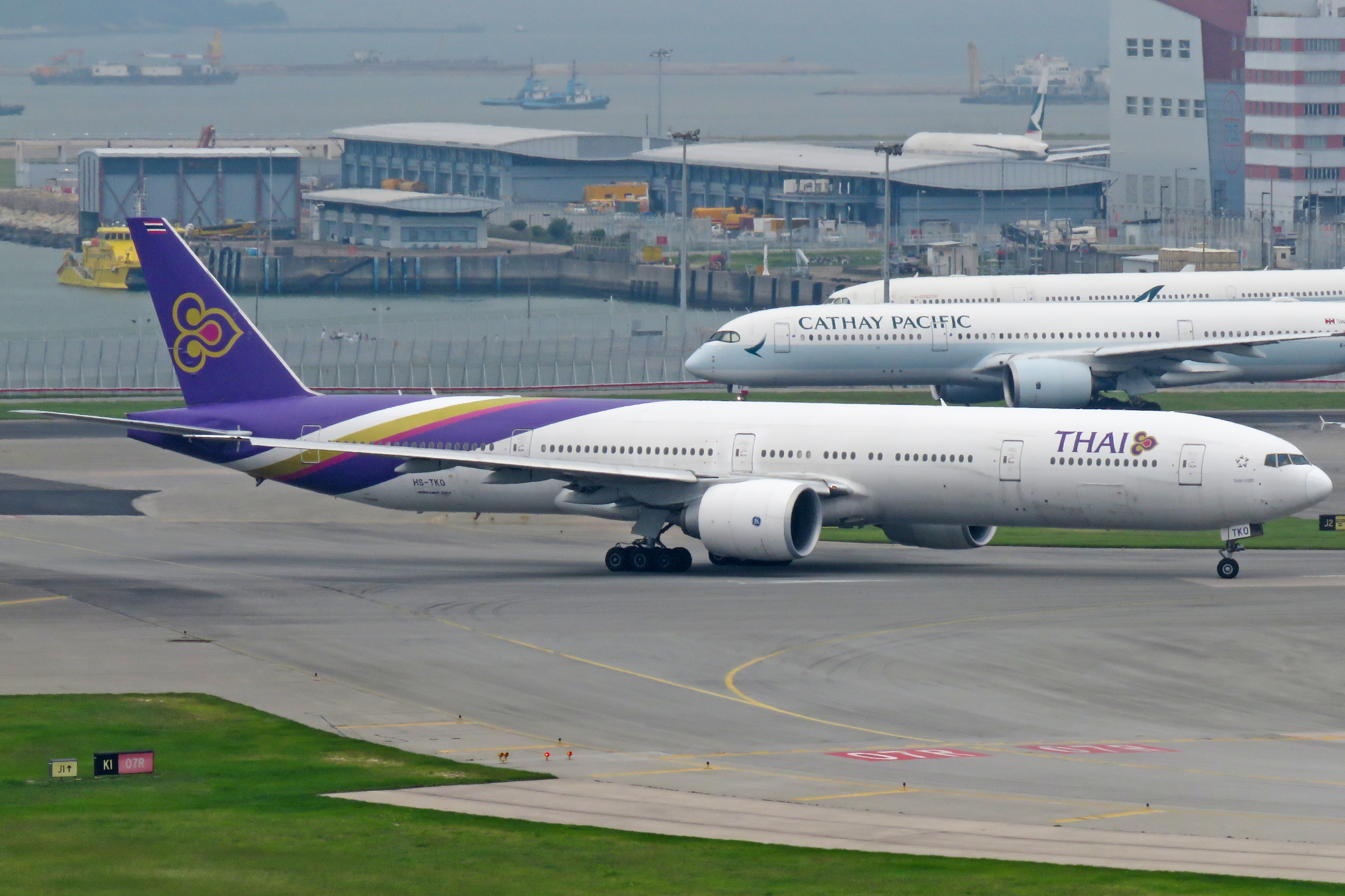
タイ国際航空
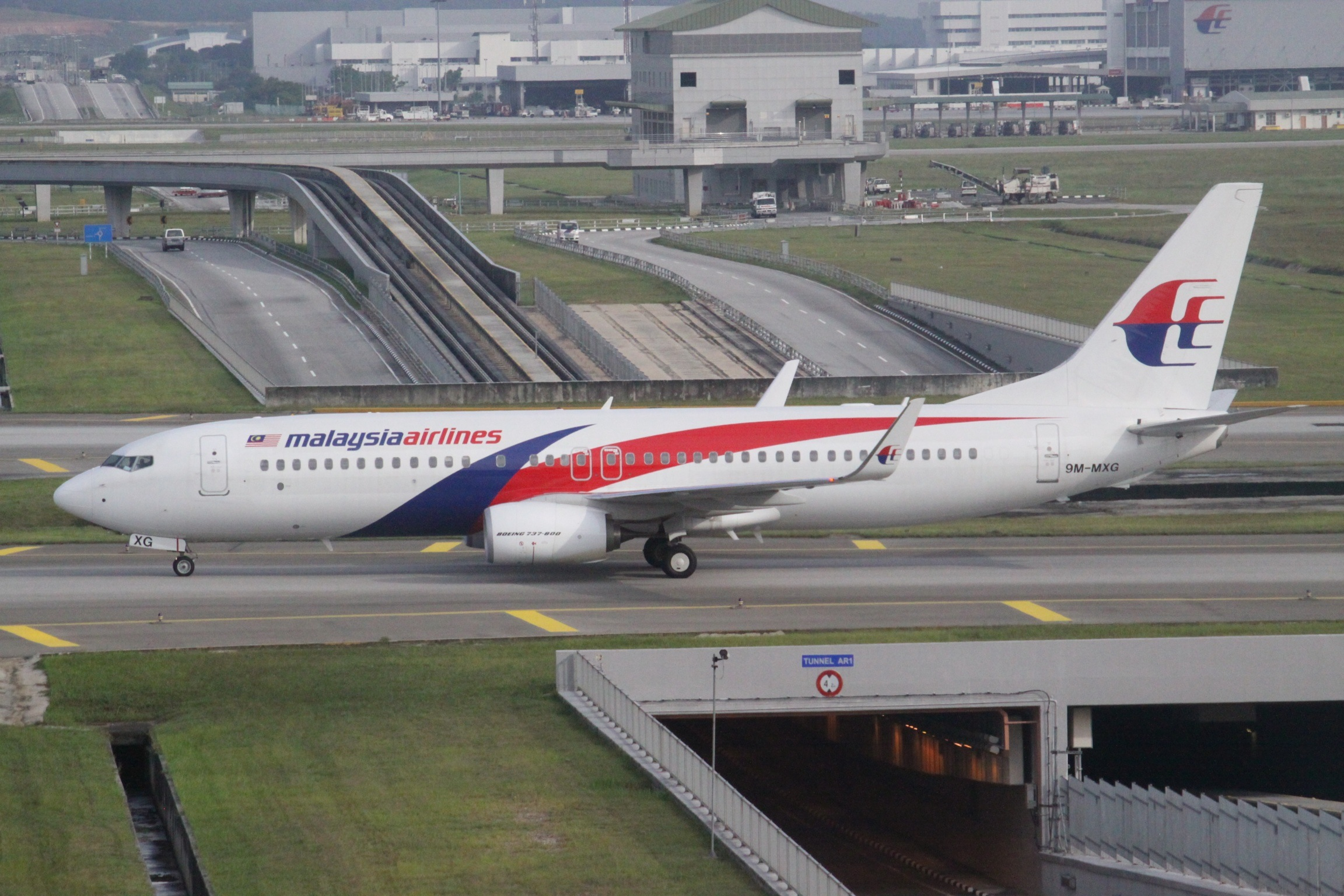
マレーシア航空
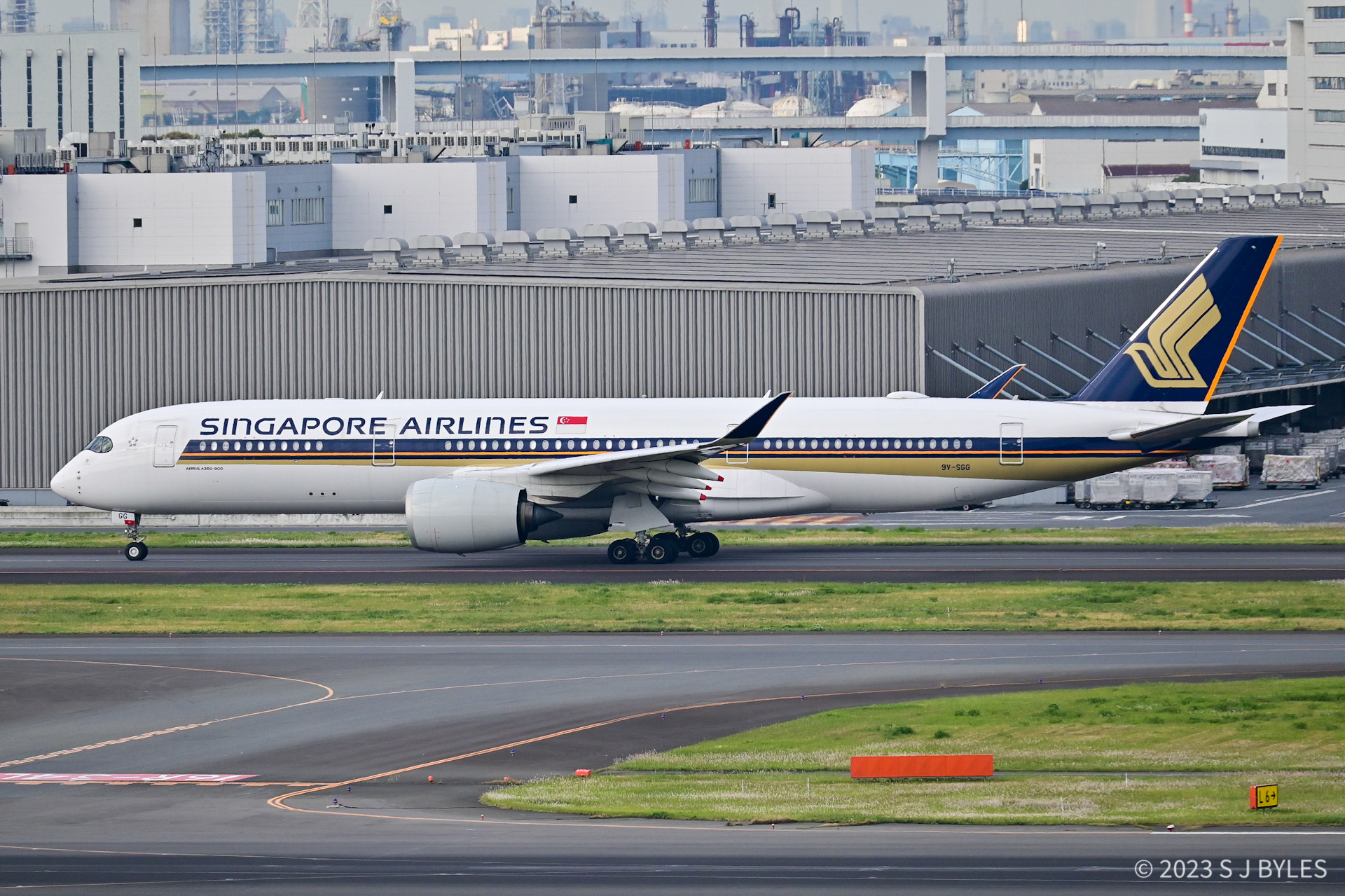
シンガポール航空
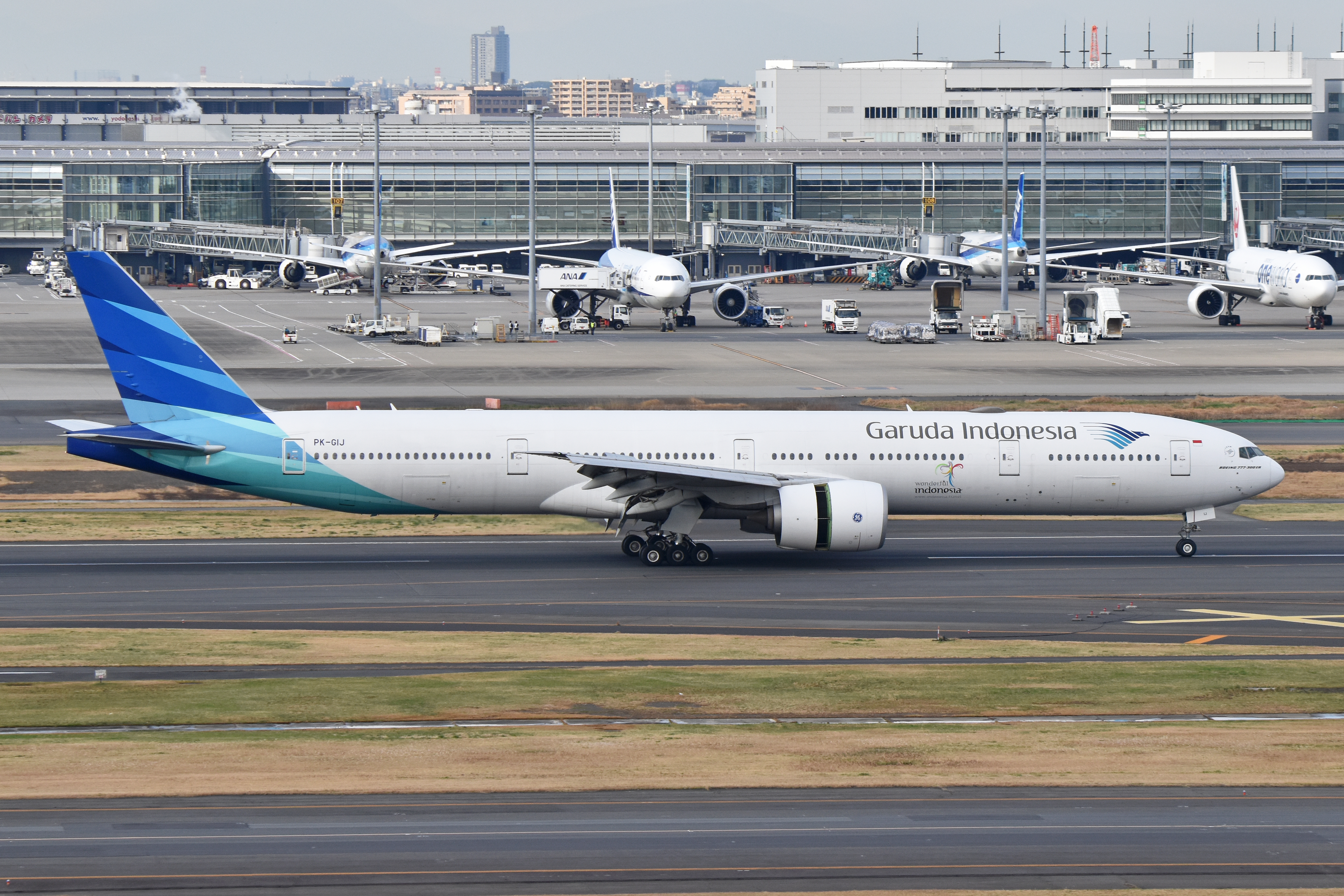
ガルーダ・インドネシア航空
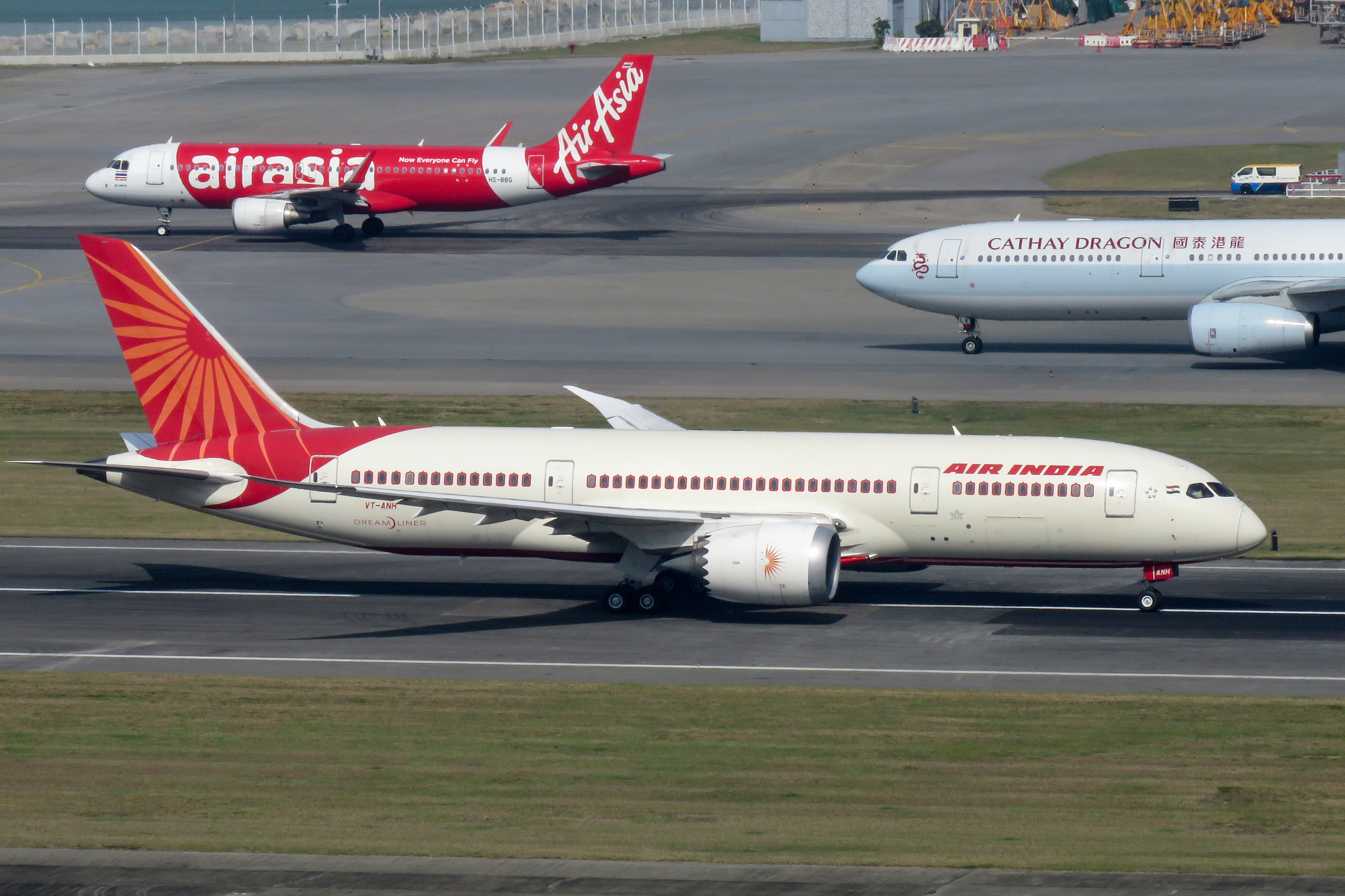
エア・インディア
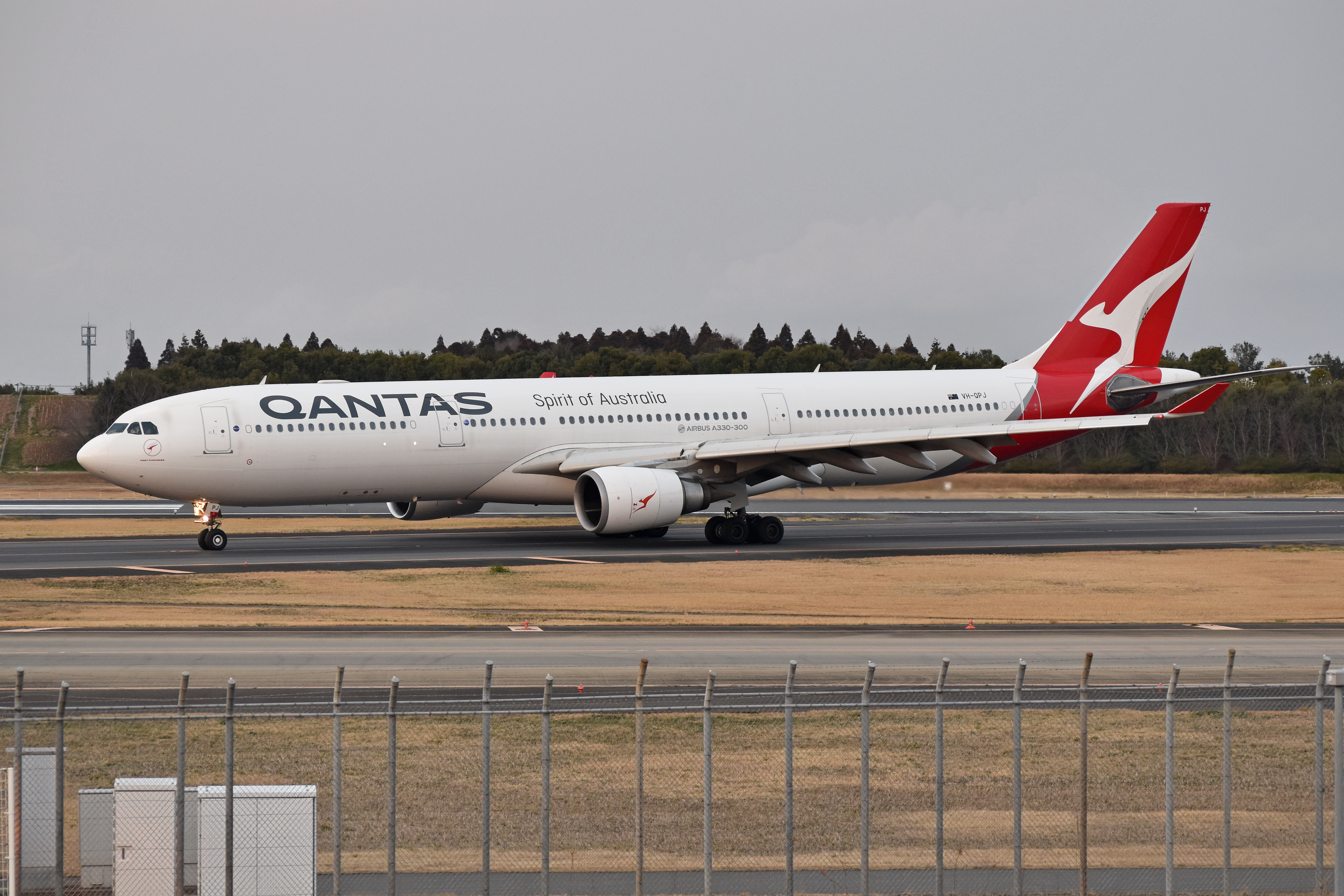
カンタス航空
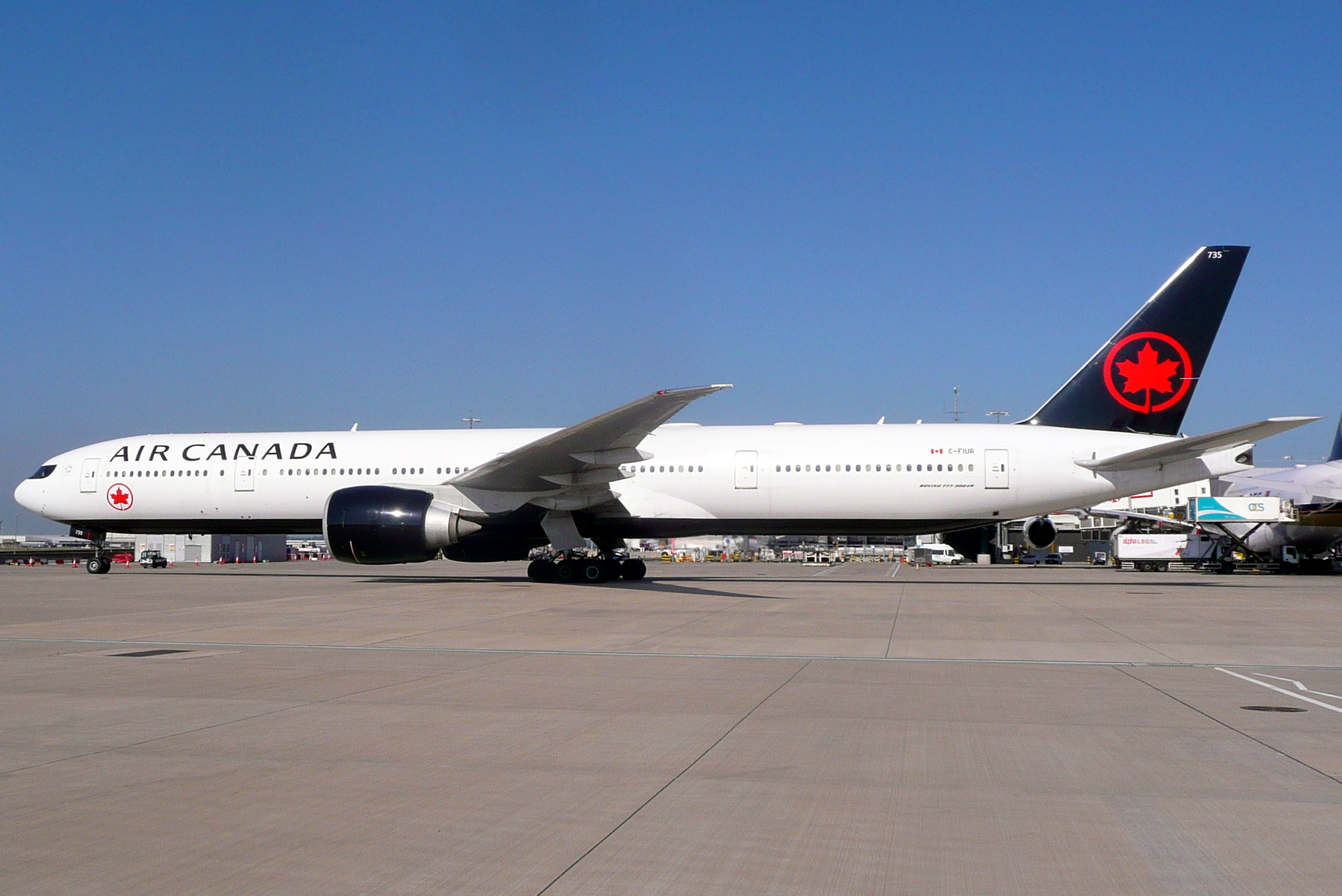
エア・カナダ
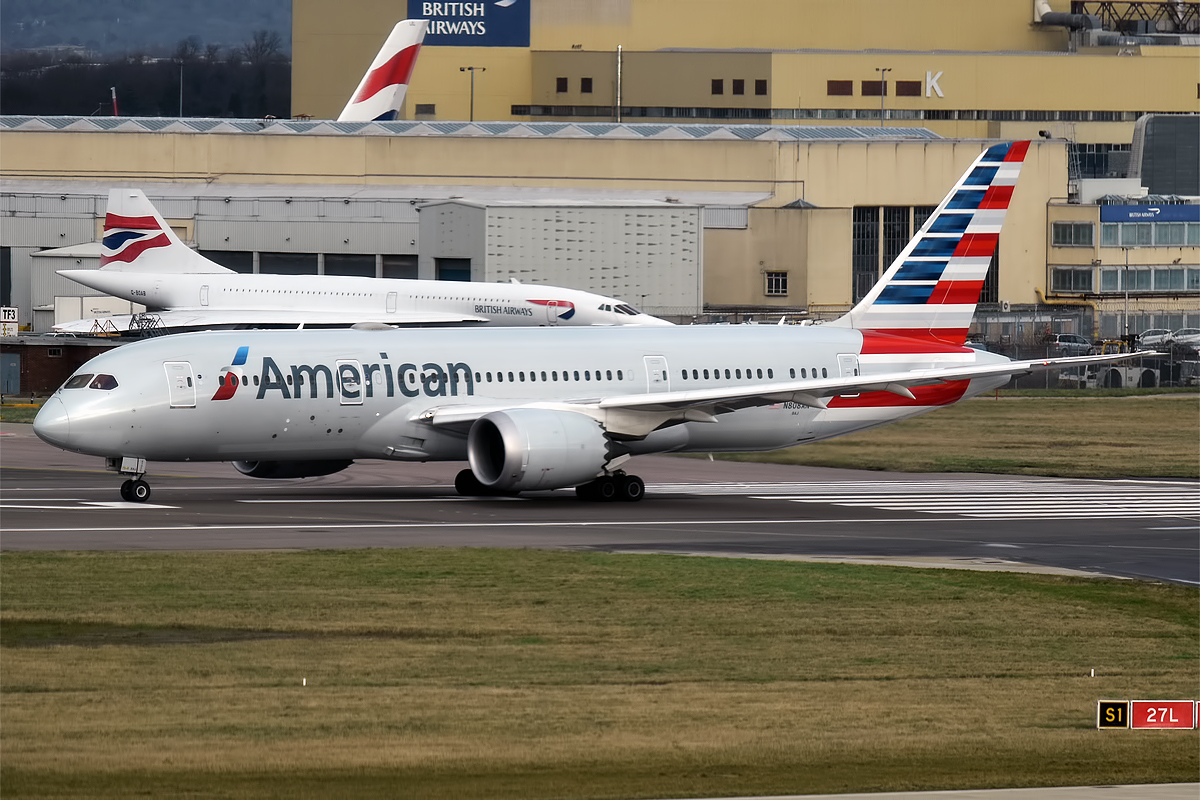
アメリカン航空
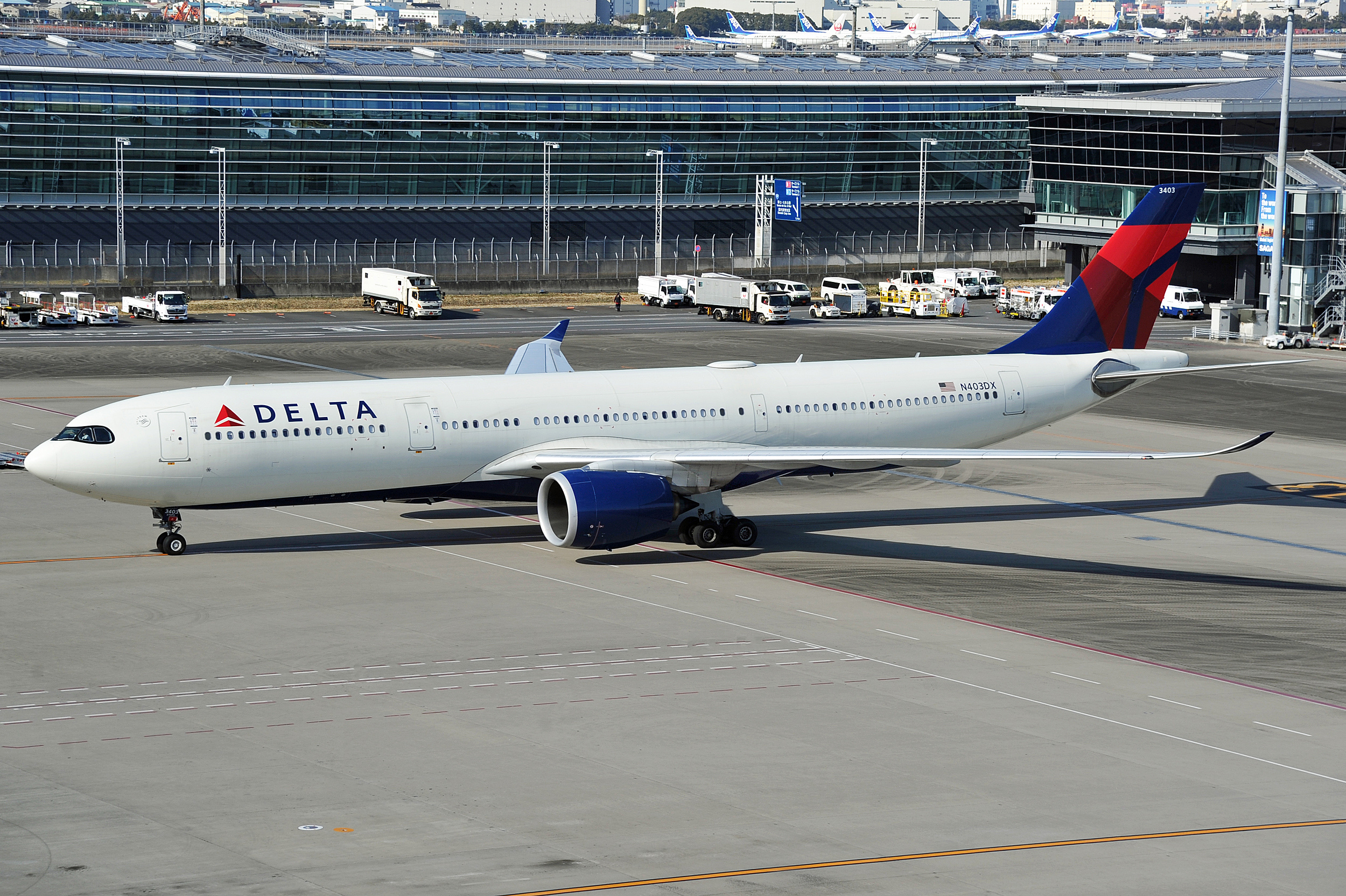
デルタ航空
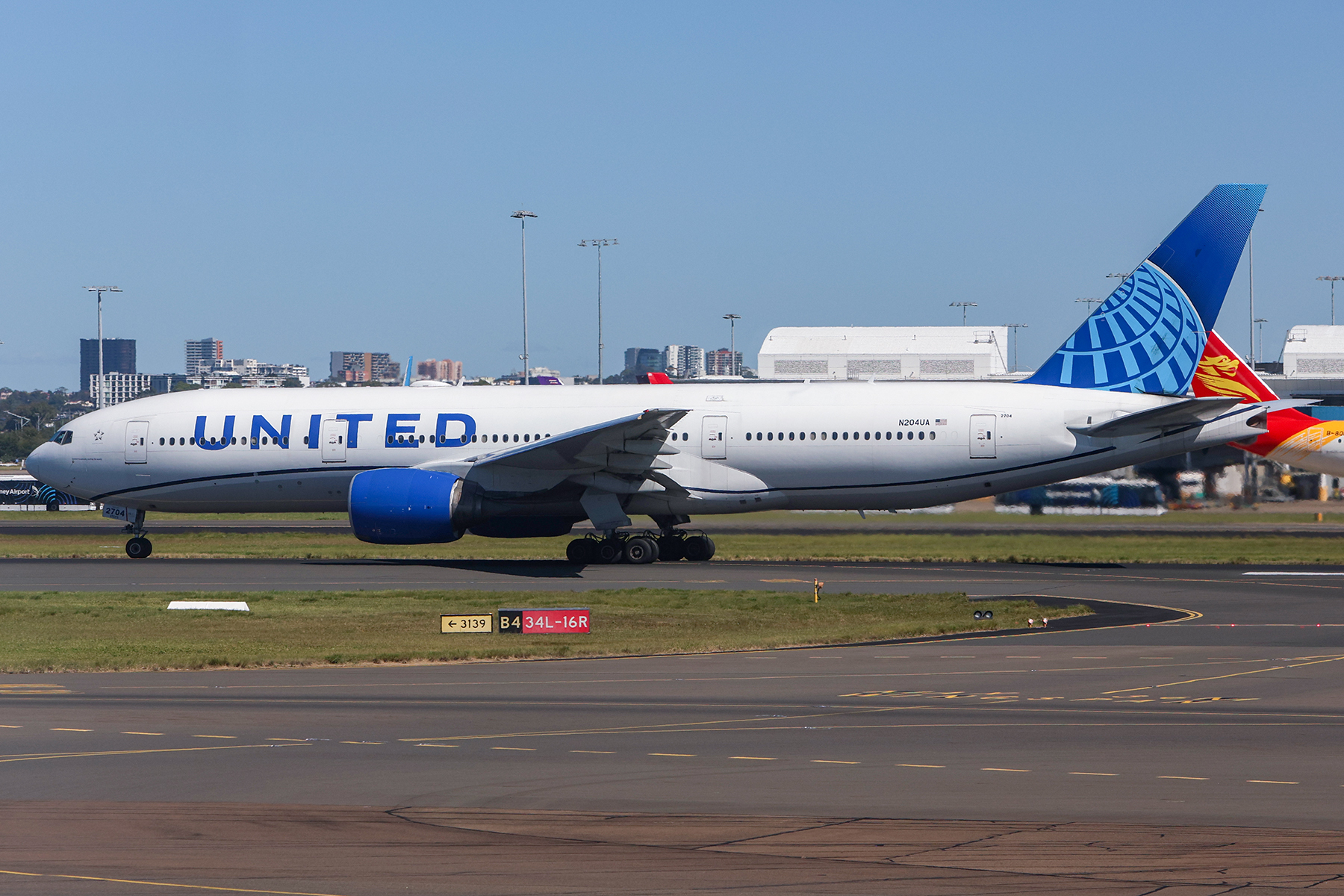
ユナイテッド航空
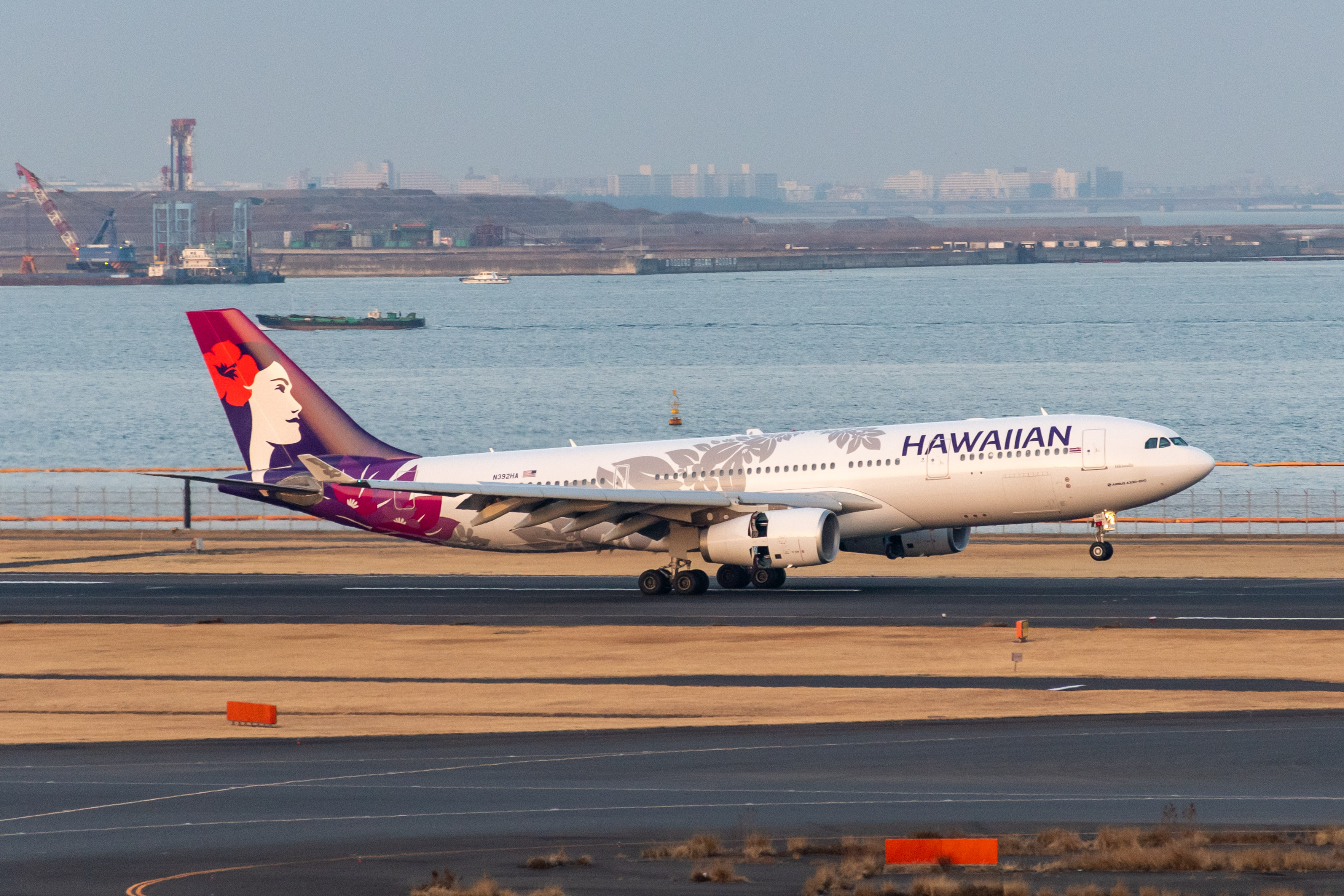
ハワイアン航空
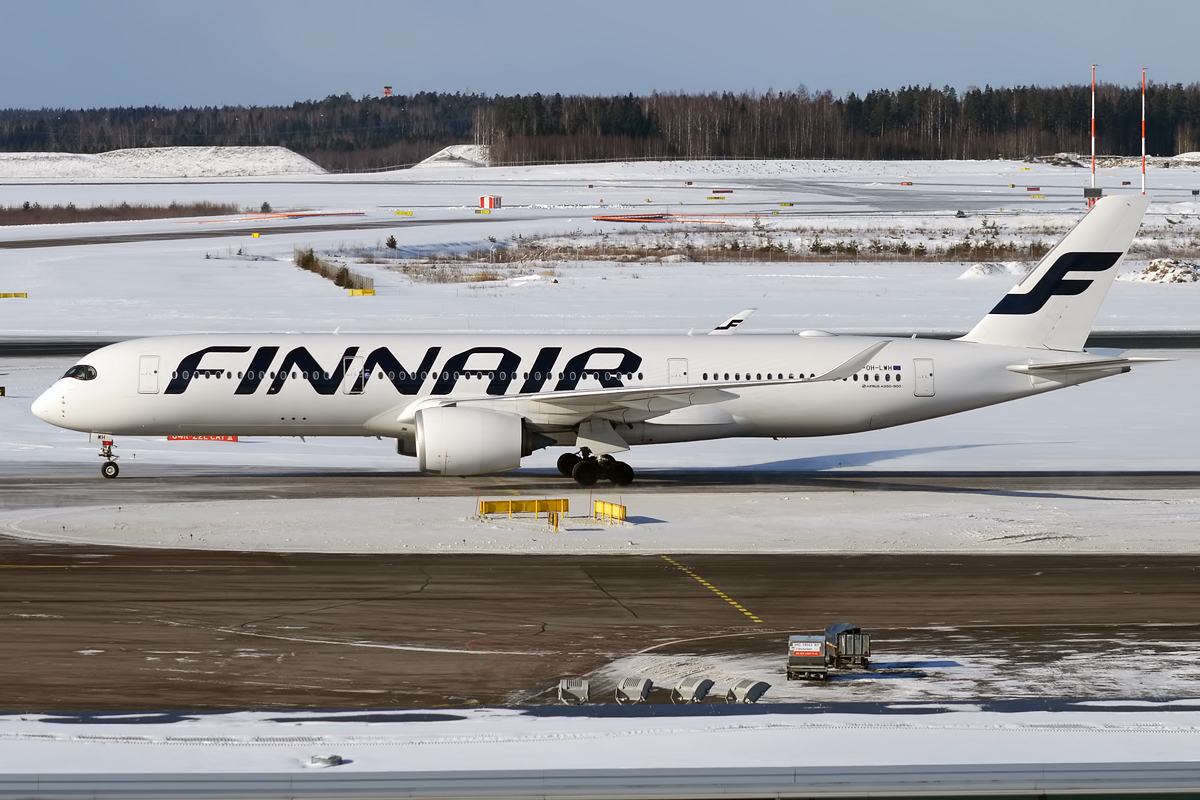
フィンエアー
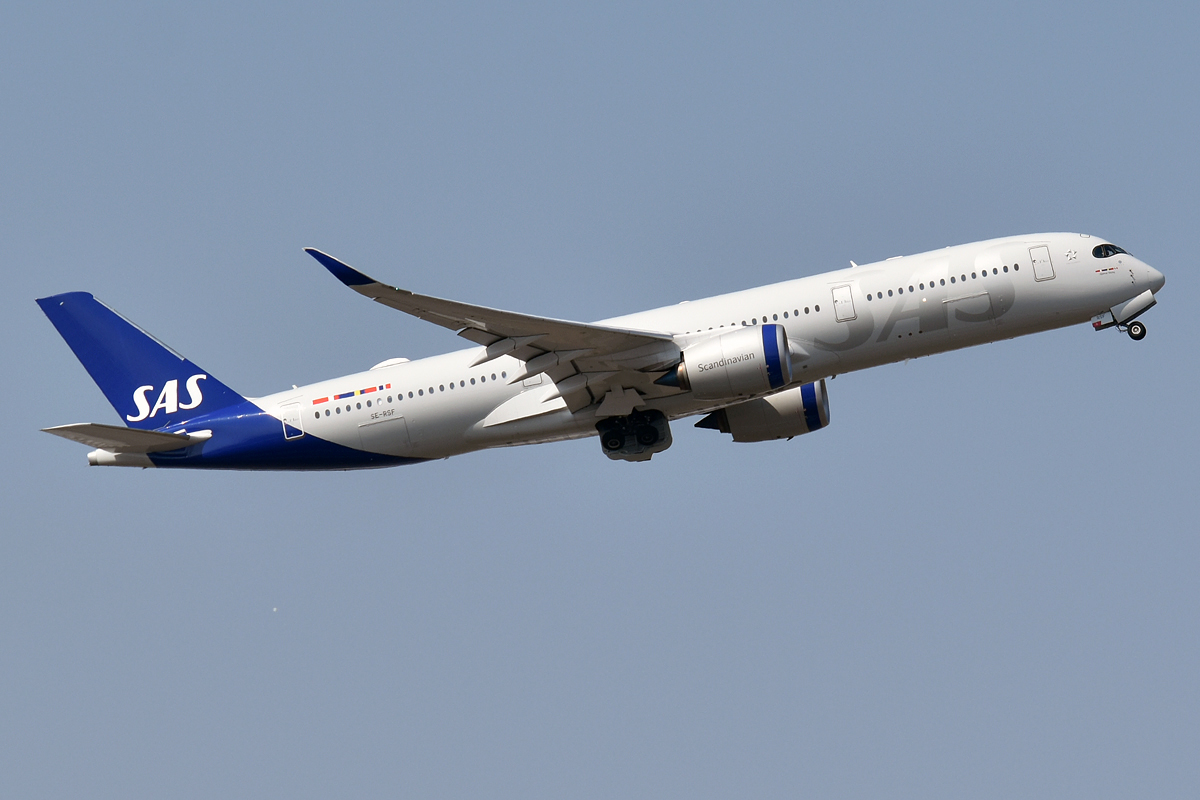
スカンジナビア航空
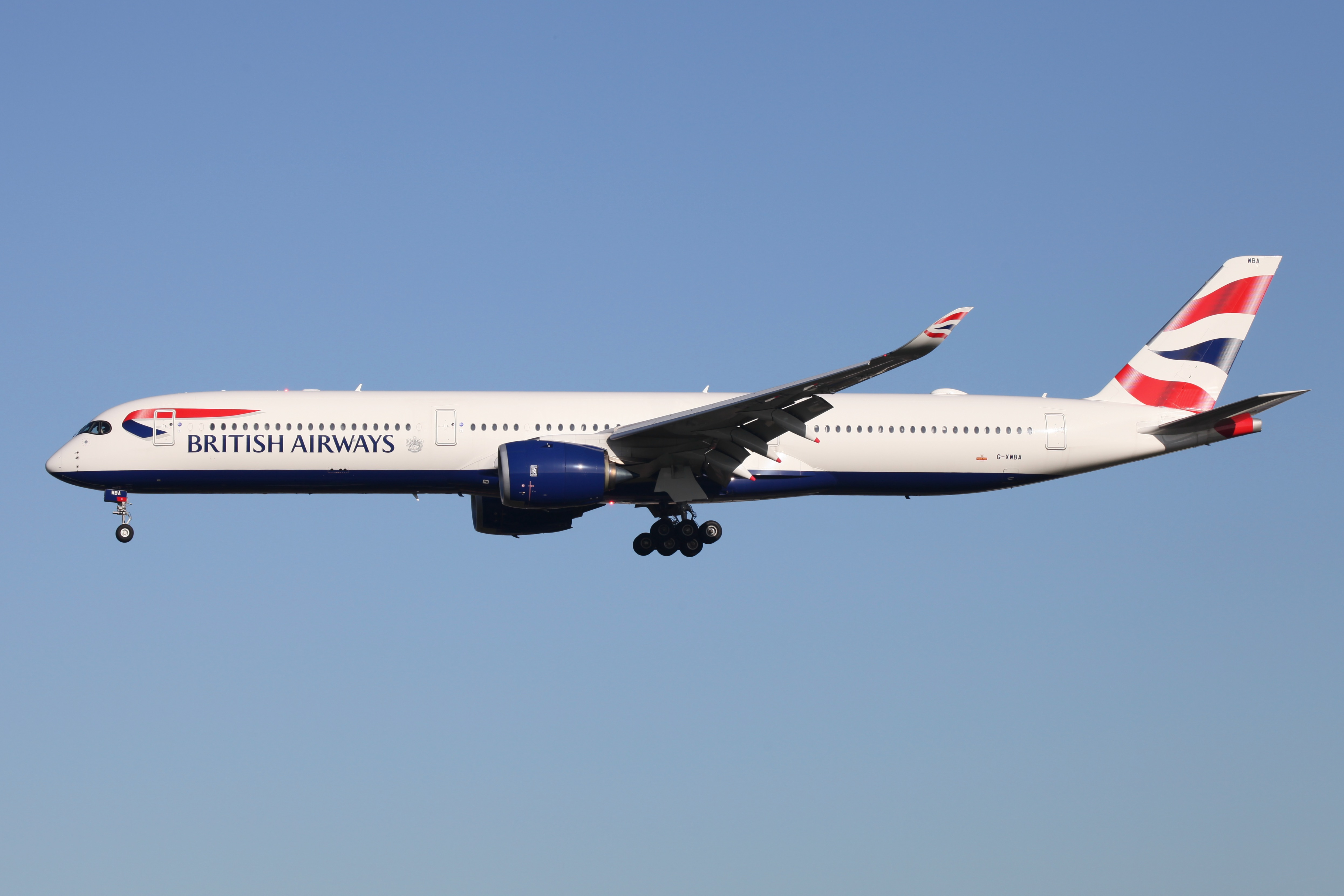
ブリティッシュ・エアウェイズ
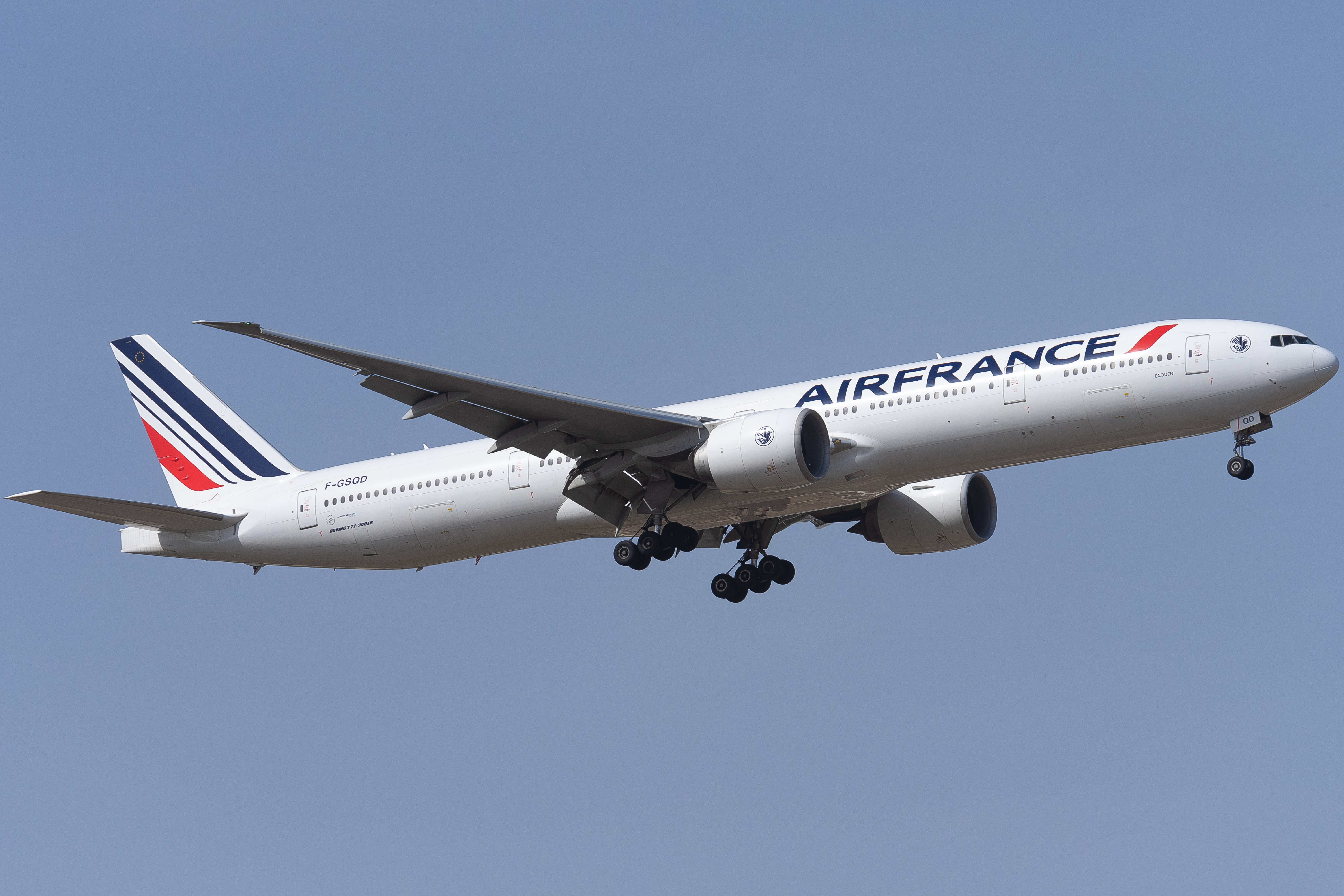
エールフランス
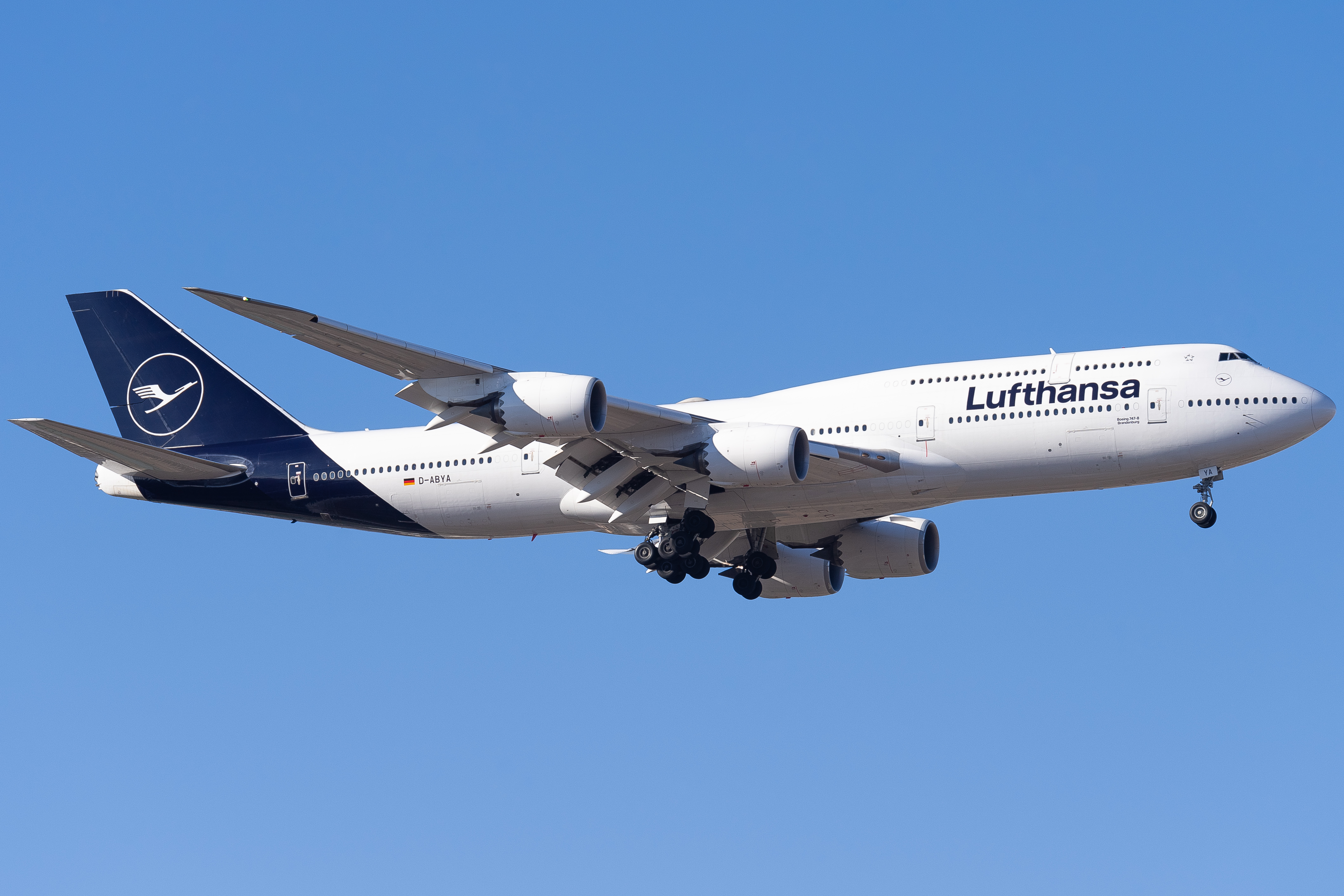
ルフトハンザドイツ航空
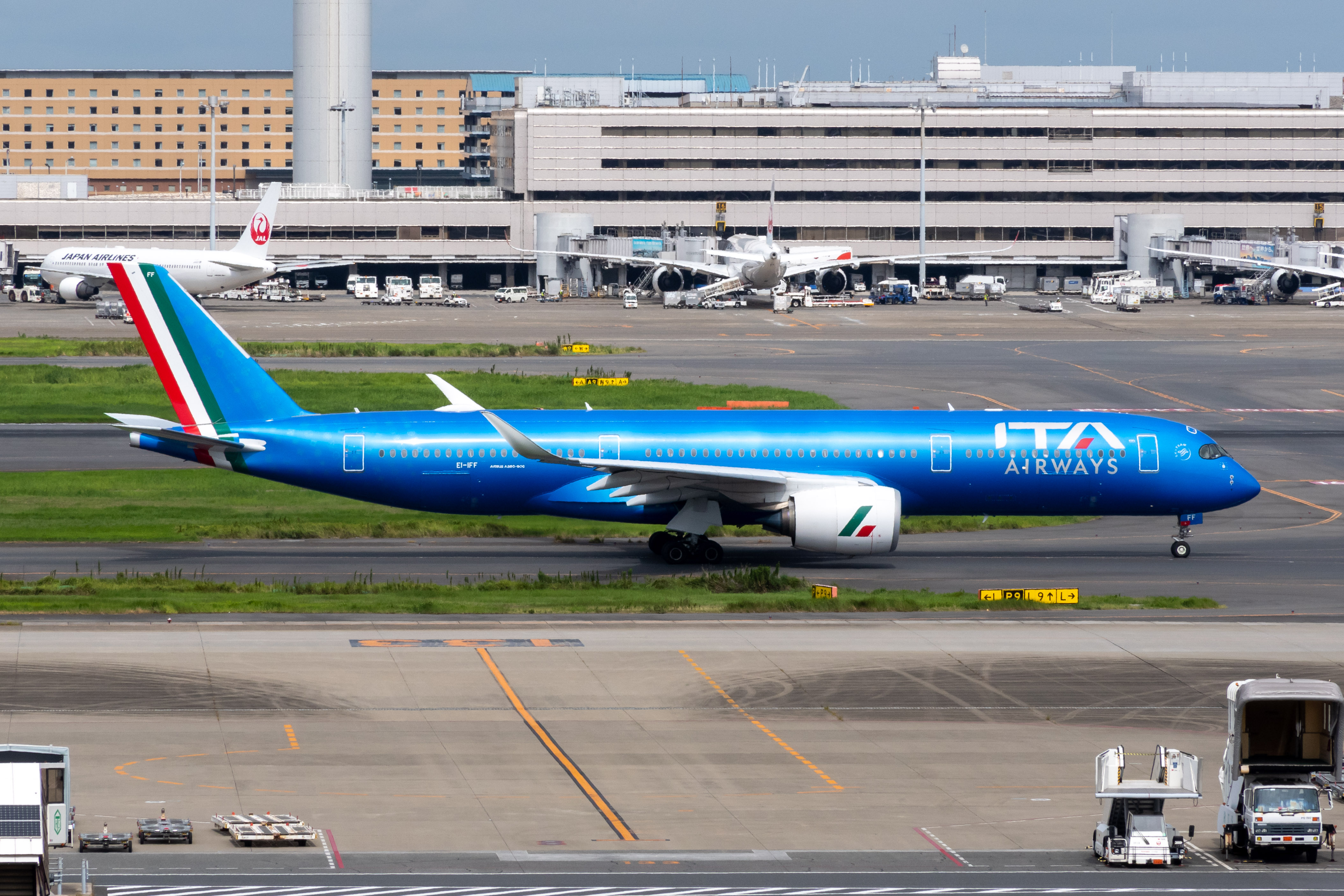
ITAエアウェイズ
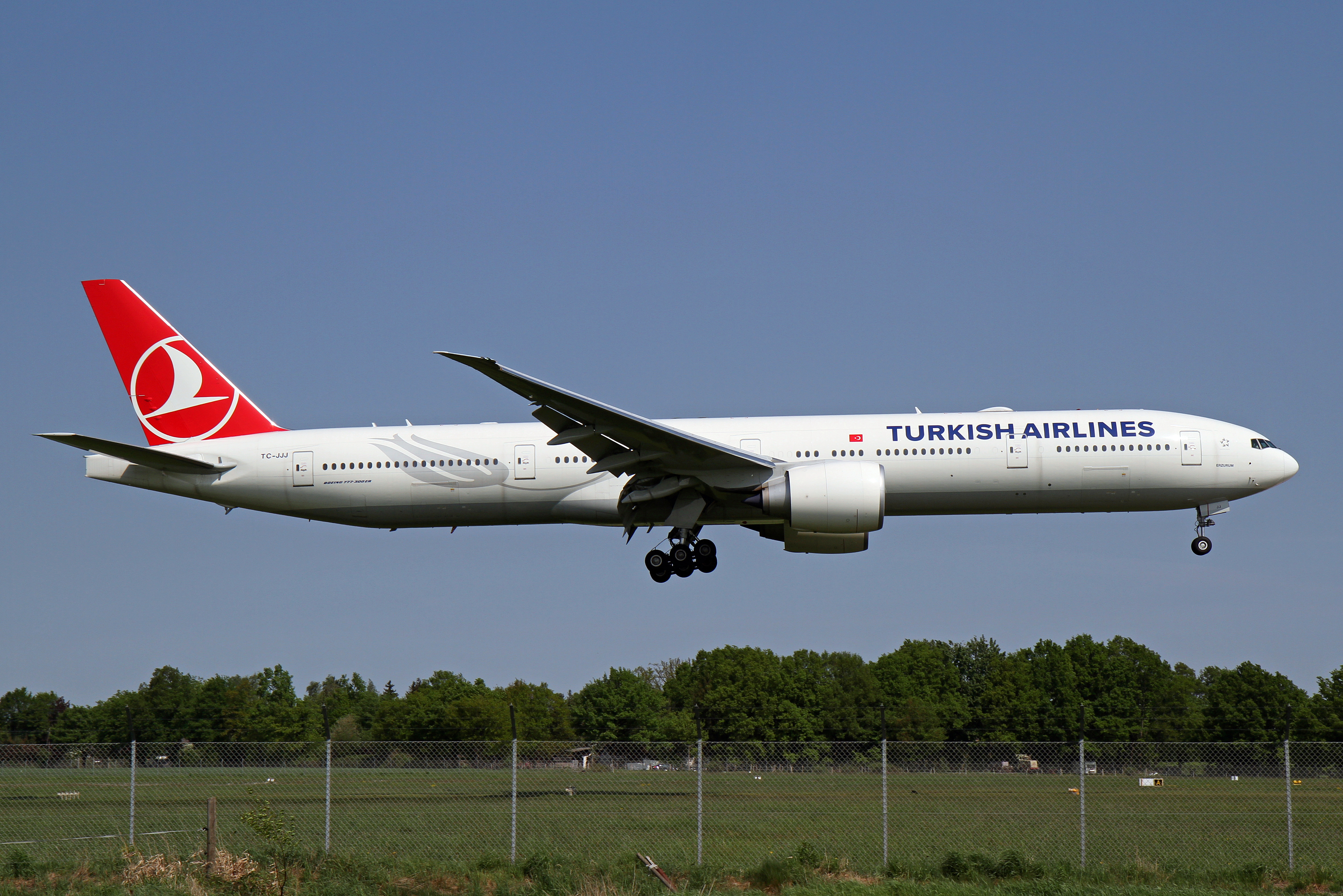
ターキッシュ・エアラインズ
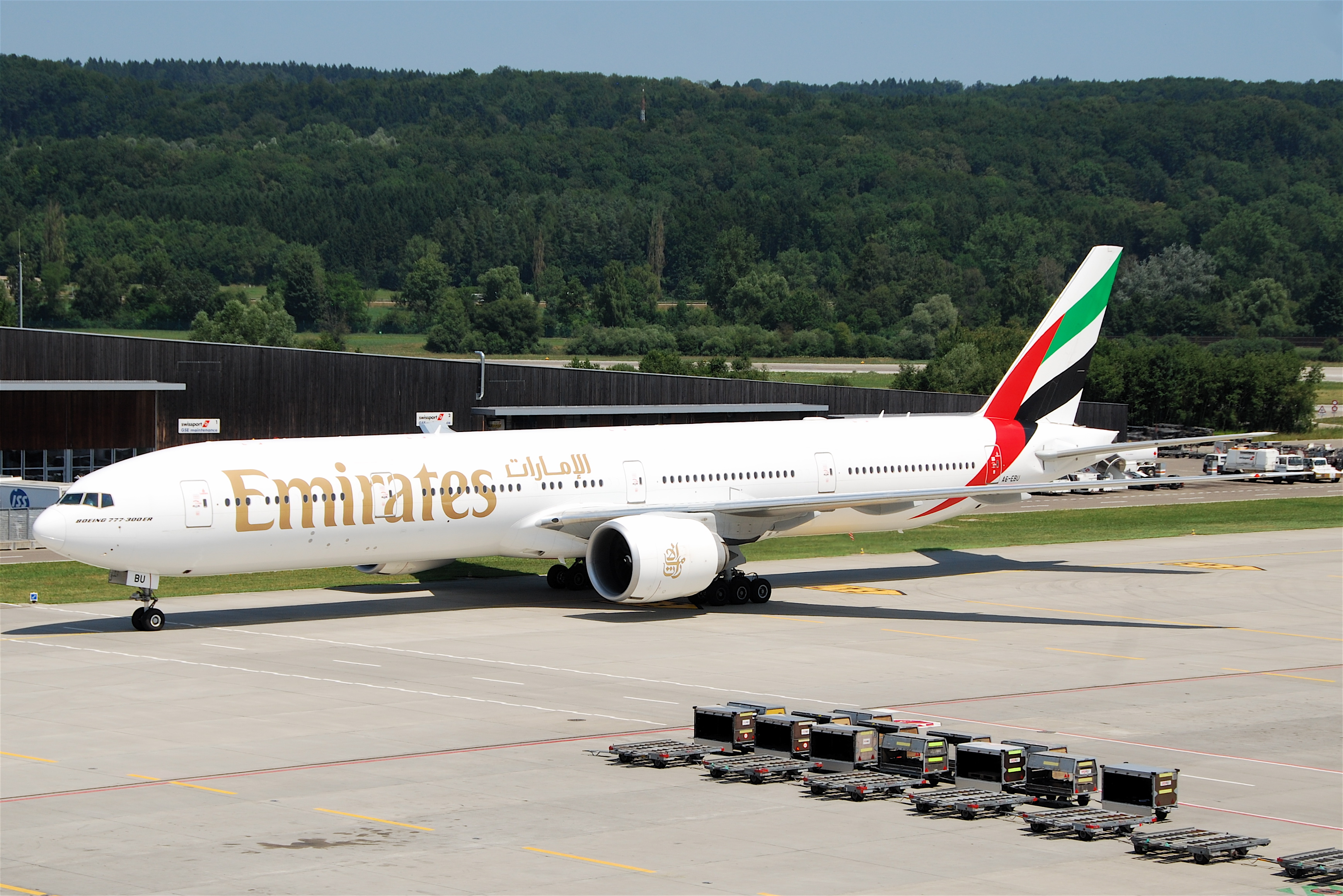
エミレーツ航空